# Armorial des communes de la Moselle (L - Z)
- certaines figures sont encore dans un format bitmap et doivent être vectorisées.

Cette page dresse l'ensemble des armoiries connues (figures et blasonnements) des communes de Moselle dont l'initiale du nom est une lettre de L à Z.
Pour rappel, les armes à enquerre sont également incluses (leur statut particulier est mentionné), mais les communes sans blason ne sont mentionnées qu'en fin de lettre.
Pour les articles homonymes, voir Armorial des communes de la Moselle.
- Haut – A
- B
- C
- D
- E
- F
- G
- H
- I
- J
- K
- L
- M
- N
- O
- P
- Q
- R
- S
- T
- U
- V
- W
- X
- Y
- Z

0 dessin(s) en attente (voir : )

## de A à K
Pour les lettres Armorial des communes de la Moselle (A - K).

## L
| Blason de Lachambre | Blason  | D'argent à un frêne de sinople ; chapé d'azur à deux fleurs de lys d'or. |
| Blason de Lachambre | Détails | Le statut officiel du blason reste à déterminer.                         |

| Blason de Lafrimbolle | Blason  | De gueules à deux saumons adossés d'argent, accompagnés en chef d'une étoile à six rais d'or. |
| Blason de Lafrimbolle | Détails | Le statut officiel du blason reste à déterminer.                                              |

| Blason de Lagarde | Blason  | De gueules au dextrochère de carnation, vêtu d'azur mouvant d'une nuée d'argent, tenant une épée du même garnie d'or, chapé cousu d'azur à deux cailloux d'or. |
| Blason de Lagarde | Détails | Reprise des armes de l'Évêché de Metz, brisées par le chapé qui donc rend le cousu valable. Le statut officiel du blason reste à déterminer.                   |

| Blason de Lambach | Blason  | De sinople à un agneau d'or, soutenu d'une rivière d'argent.                                                     |
| Blason de Lambach | Détails | Armes parlantes. (Lamm = agneau et Bach = ruisseau en allemand) Le statut officiel du blason reste à déterminer. |

| Blason de Landange | Blason  | De gueules à une étoile à six rais d'or, accompagnée de trois marguerites d'argent boutonnées du second. |
| Blason de Landange | Détails | Le statut officiel du blason reste à déterminer.                                                         |

| Blason de Landonvillers | Blason  | D'azur au chevron écimé d'argent accompagné en chef de deux étoiles et en pointe d'une ancre posée en barre, le tout du même. |
| Blason de Landonvillers | Détails | Le statut officiel du blason reste à déterminer.                                                                              |

| Blason de Landroff | Blason  | Écartelé d'argent à la fasce de gueules, et d'azur à un monde croisé d'or cintré de sable. |
| Blason de Landroff | Détails | Le statut officiel du blason reste à déterminer.                                           |

| Blason de Laneuveville-en-Saulnois | Blason  | De gueules à deux saumons adossés d'argent, cantonnés en chef et en flanc de trois croix recroisetées au pied fiché, et en pointe d'un vase à parfum du même. |
| Blason de Laneuveville-en-Saulnois | Détails | Le statut officiel du blason reste à déterminer. |

| Blason de Laneuveville-lès-Lorquin | Blason  | D'azur à trois aiglettes d'argent soutenues d'une étoile à six rais d'or. |
| Blason de Laneuveville-lès-Lorquin | Détails | Le statut officiel du blason reste à déterminer.                          |

| Blason de Langatte | Blason  | D'azur à la fasce ondée d'argent, à la bordure d'or chargée de huit coquilles de sable. |
| Blason de Langatte | Détails | Le statut officiel du blason reste à déterminer.                                        |

| Blason de Languimberg | Blason  | Parti d'argent à la croix de gueules, mi-parti du même à deux saumons adossés d'or, accompagnés de quatre croisettes recroisetées au pied fiché du même. |
| Blason de Languimberg | Détails | Le statut officiel du blason reste à déterminer. |

| Blason de Laning | Blason  | Écartelé de l'Évêché de Metz, et d'argent à la fasce de gueules.                                               |
| Blason de Laning | Détails | Les armes des 2d et 3e sont celles de la famille de Créhange. Le statut officiel du blason reste à déterminer. |

| Blason de Laquenexy | Blason  | D'argent au cep de vigne de sinople fruité de pourpre, sur un échalas de sinople, mouvant de la pointe, au franc-quartier de gueules à la fleur de lys du champ florencée du second. |
| Blason de Laquenexy | Détails | Le statut officiel du blason reste à déterminer. |

| Blason de Laudrefang | Blason  | Parti de gueules à trois glands renversés d'argent, et de sable au lion du second. |
| Blason de Laudrefang | Détails | Le statut officiel du blason reste à déterminer.                                   |

| Blason de Laumesfeld | Blason  | Parti de Lorraine et de France.                  |
| Blason de Laumesfeld | Détails | Le statut officiel du blason reste à déterminer. |

| Blason de Launstroff | Blason  | D'or au rencontre de bélier de sable accorné du champ et langué de gueules. |
| Blason de Launstroff | Détails | Le statut officiel du blason reste à déterminer.                            |

| Blason de Lelling | Blason  | D'argent à la fasce de gueules chargée de deux cailloux d'or, une crosse d'azur brochant en pal sur le tout. |
| Blason de Lelling | Détails | Le statut officiel du blason reste à déterminer.                                                             |

| Blason de Lemberg | Blason  | D'azur à un cerf d'or buvant d'une terrasse ondée d'argent, au chef de gueules* chargé d'un vase de cristal du troisième.     |
| Blason de Lemberg | Détails | * Il y a là non-respect de la règle de contrariété des couleurs : ces armes sont fautives (chef de gueules sur champ d'azur). |

| Blason de Lemoncourt | Blason  | D'azur à la fasce d'or accompagnée d'une étoile du même en chef et d'un croissant d'argent en pointe. |
| Blason de Lemoncourt | Détails | Le statut officiel du blason reste à déterminer.                                                      |

| Blason de Lemud | Blason  | D'azur à la fasce d'argent chargée d'un croissant du champ accosté de deux croisettes pattées de gueules, accompagnée de trois abeilles d'or. |
| Blason de Lemud | Détails | Le statut officiel du blason reste à déterminer.                                                                                              |

| Blason de Lengelsheim | Blason  | De gueules à un gril et une bordure, le tout d'or. |
| Blason de Lengelsheim | Détails | Le statut officiel du blason reste à déterminer.   |

| Blason de Léning | Blason  | De gueules à l'épée d'argent garnie d'or, accostée de deux saumons adossés du second. |
| Blason de Léning | Détails | Le statut officiel du blason reste à déterminer.                                      |

| Blason de Lesse | Blason  | D'azur à la bande coticée d'argent chargée de trois croisettes fleuronnées de gueules et accompagnée de deux quintefeuilles d'or, au chef du second à l'alérion du champ. |
| Blason de Lesse | Détails | Le statut officiel du blason reste à déterminer. |

| Blason de Lessy | Blason  | D'azur à la fasce d'argent, accompagnée en chef de deux étoiles d'or et en pointe d'un cor de chasse du même, lié à une quintefeuille du même posée juste au-dessus de la fasce. |
| Blason de Lessy | Détails | Le statut officiel du blason reste à déterminer. |

| Blason de Ley | Blason  | De gueules à deux clefs d'or posées en sautoir, au dextrochère de carnation vêtu d'azur, mouvant d'une nuée d'argent, tenant une épée du même garnie d'or, brochant sur le tout. |
| Blason de Ley | Détails | Le statut officiel du blason reste à déterminer. |

| Blason de Leyviller | Blason  | Parti de l'Évêché de Metz, et de sable au lion d'argent couronné, armé et lampassé d'or.   |
| Blason de Leyviller | Détails | Reprise des armes de Varsberg à senestre. Le statut officiel du blason reste à déterminer. |

| Blason de Lezey | Blason  | De gueules à un croissant d'argent surmonté d'une croix au pied fiché d'or accostée de deux saumons du second. |
| Blason de Lezey | Détails | Le statut officiel du blason reste à déterminer.                                                               |

| Blason de Lhor | Blason  | D'azur à la fasce d'argent, à deux clefs d'or posées en sautoir et une épée haute du second garnie du troisième posée en pal brochant sur le tout. |
| Blason de Lhor | Détails | Le statut officiel du blason reste à déterminer.                                                                                                   |

| Blason de Lidrezing | Blason  | D'azur, à la bande d'argent chargée d'une croisette pattée de gueules accostée de deux pommes de pin de sinople, la bande accompagnée en chef d'un monde croisé d'or et cintré de sable. |
| Blason de Lidrezing | Détails | Le statut officiel du blason reste à déterminer. |

| Blason de Liederschiedt | Blason  | De sinople à un mouton d'argent accompagné en chef d'une fleur de lys d'or, à la bordure du même. |
| Blason de Liederschiedt | Détails | Le statut officiel du blason reste à déterminer.                                                  |

| Blason de Liehon | Blason  | Chevronné d'or et d'azur de huit pièces, à la lance de gueules en pal brochant sur le tout. |
| Blason de Liehon | Détails | Le statut officiel du blason reste à déterminer.                                            |

| Blason de Lindre-Basse | Blason  | D'azur à la terrasse ondée d'argent surmontée d'une colombe du même tenant dans son bec la Sainte Ampoule d'or. |
| Blason de Lindre-Basse | Détails | Différences entre dessin et blasonnement : la terrasse est dessinée comme fascée ondée d'argent et d'argent très étrangement, et sans que ce soit clarifié dans le blasonnement. Le statut officiel du blason reste à déterminer. |

| Blason de Lindre-Haute | Blason  | D'argent mariné au chef ondé d'azur. |
| Blason de Lindre-Haute | Détails | Différences entre dessin et blasonnement : le champ et dit mariné d'argent, ce qui est totalement fautif, et dessiné burelé ondé d'argent et d'argent de 10 pièces, ce qui est pour le moins très discutable. Le statut officiel du blason reste à déterminer. |

| Blason de Liocourt | Blason  | D'or à l'ours debout contourné de sable, colleté de gueules, mi-parti de gueules à deux saumons d'argent adossés, cantonnés de quatre croisettes recroisetées au pied fiché de même. |
| Blason de Liocourt | Détails | Le statut officiel du blason reste à déterminer. |

| Blason de Lixheim | Blason  | D'or au lion couronné de gueules, à la queue fourchue et passée en sautoir, tenant trois roses feuillées et tigées au naturel. |
| Blason de Lixheim | Détails | Le statut officiel du blason reste à déterminer.                                                                               |

| Blason de Lixing-lès-Rouhling | Blason  | D'argent à la fasce vivrée de gueules.           |
| Blason de Lixing-lès-Rouhling | Détails | Le statut officiel du blason reste à déterminer. |

| Blason de Lixing-lès-Saint-Avold | Blason  | De gueules à la crosse d'or accostée de deux alérions d'argent, un écusson du même à la fasce du champ brochant en abîme. |
| Blason de Lixing-lès-Saint-Avold | Détails | Le statut officiel du blason reste à déterminer.                                                                          |

| Blason de Lommerange | Blason  | D'azur à la crosse d'or senestrée d'une épée d'argent garnie du second, le tout accompagné des trois clous de la Passion du troisième, à l'étoile de six rais du second brochant sur le tout. |
| Blason de Lommerange | Détails | Le statut officiel du blason reste à déterminer. |

| Blason de Longeville-lès-Metz | Blason  | D'argent à la tour de sable, ouverte et maçonnée du champ, posée sur un mont de neuf coupeaux de sinople, mouvant d'une rivière d'azur; au chef de gueules chargé de trois besants d'or, le premier surchargé d'une ombre de croisette pattée. |
| Blason de Longeville-lès-Metz | Détails | Conflit héraldique : le dessin ne montre que quatre coupeaux. Le statut officiel du blason reste à déterminer. |

| Blason de Longeville-lès-Saint-Avold | Blason  | De gueules à trois glands d'argent, la cupule en bas, ceux du chef posés en bande à dextre et en barre à senestre. |
| Blason de Longeville-lès-Saint-Avold | Détails | Le statut officiel du blason reste à déterminer.                                                                   |

| Blason de Lorquin | Blason  | Parti de l'Évêché de Metz, et d'or à la croix de gueules frettée d'argent (d'Haussonville). |
| Blason de Lorquin | Détails | Parti des armes de l'Évêché de Metz, et de la famille d'Haussonville dont trois frères accordèrent le 4 septembre 1499 les premières franchises à la commune. Création de la Commission Héraldique de Moselle, adoptée le 18 novembre 1948. |

| Blason de Lorry-lès-Metz | Blason  | D'argent au laurier de sinople fruité de gueules, au chef du même chargé de trois besants d'or, le premier surchargé d'une ombre de croisette pattée. |
| Blason de Lorry-lès-Metz | Détails | Armes parlantes. (laurier) Le statut officiel du blason reste à déterminer.                                                                           |

| Blason de Lorry-Mardigny | Blason  | D'or à la tour de sable ouverte du champ, accompagnée de dix trèfles de sinople en orle. |
| Blason de Lorry-Mardigny | Détails | La tour constitue les armes du Pays de l'Isle, auxquelles appartenaient Lorry et Mardigny. Les trèfles proviennent des armes seigneuriales du lieu, celles de la famille de Chazelles. Le statut officiel du blason reste à déterminer. |

| Blason de Lostroff | Blason  | D'azur à la fasce d'argent accompagnée de trois besants d'or. |
| Blason de Lostroff | Détails | Le statut officiel du blason reste à déterminer.              |

| Blason de Loudrefing | Blason  | D'azur à la fasce d'argent, un marteau d'or brochant sur le tout. |
| Blason de Loudrefing | Détails | Le statut officiel du blason reste à déterminer.                  |

| Blason de Loupershouse | Blason  | Coupé d'or au loup de sable, lampassé et allumé de gueules, et de gueules au massacre de cerf croisé d'or. |
| Blason de Loupershouse | Détails | Armes parlantes (Loupershouse = luporumhausen, maison des loups). Le massacre de cerf croisé est emblématique de Saint Hubert, à qui la paroisse du lieu est consacrée. Le statut officiel du blason reste à déterminer. |

| Blason de Loutremange | Blason  | Écartelé : aux 1er et 4e d'or à la croix ancrée de gueules, au 2e de gueules à la fasce d'argent surmontée d'une rose d'or, au 3e de gueules à une fleur de lis d'argent florencée de sinople. |
| Blason de Loutremange | Détails | Adopté en février 1950. Devenu blason historique le 1er janvier 1979 lors du rattachement de la commune à la commune nouvelle de Condé-Northen.                                                |

| Blason de Loutzviller | Blason  | De gueules au mont de trois coupeaux sommé d'une croix, à la bordure, le tout d'or. |
| Blason de Loutzviller | Détails | Le statut officiel du blason reste à déterminer.                                    |

| Blason de Louvigny | Blason  | De gueules à une roue d'or accompagnée de trois roses d'argent boutonnées du second et pointées de sinople. |
| Blason de Louvigny | Détails | Le statut officiel du blason reste à déterminer.                                                            |

| Blason de Lubécourt | Blason  | D'azur à saint Gorgon à cheval armé de pied en cap d'or, un écusson d'argent chargé d'un corbeau de sable brochant en pointe |
| Blason de Lubécourt | Détails | Le statut officiel du blason reste à déterminer.                                                                             |

| Blason de Lucy | Blason  | D'argent à trois lionceaux de sable, armés et lampassés de gueules, couronnés d'or. |
| Blason de Lucy | Détails | Le statut officiel du blason reste à déterminer.                                    |

| Blason de Luppy | Blason  | Chevronné d'or et d'azur de huit pièces, au bâton écoté d'argent posé en pal brochant, accosté en chef de deux coquilles du même |
| Blason de Luppy | Détails | Le statut officiel du blason reste à déterminer.                                                                                 |

| Blason de Luttange | Blason  | D'argent à l'alérion d'azur.                     |
| Blason de Luttange | Détails | Le statut officiel du blason reste à déterminer. |

| Blason de Lutzelbourg | Blason  | D'or au lion d'azur, armé, lampassé et couronné d'or. |
| Blason de Lutzelbourg | Détails | Le statut officiel du blason reste à déterminer.      |

- Haut – A
- B
- C
- D
- E
- F
- G
- H
- I
- J
- K
- L
- M
- N
- O
- P
- Q
- R
- S
- T
- U
- V
- W
- X
- Y
- Z

## M
| Blason de Macheren | Blason  | Parti d'azur billeté d'or au lion couronné du même brochant (Nassau-Sarrebrück), et d'argent à la fasce de gueules (Créhange). |
| Blason de Macheren | Détails | Le statut officiel du blason reste à déterminer.                                                                               |

| Blason de Mainvillers | Blason  | De gueules au gril d'argent, accompagné en chef de trois glands renversés du même rangés en fasce. |
| Blason de Mainvillers | Détails | Le statut officiel du blason reste à déterminer.                                                   |

| Blason de Maizeroy | Blason  | Coupé de sable à la coupe d'or, et du même à la tête de maure du premier tortillée et perlée d'argent. |
| Blason de Maizeroy | Détails | Le statut officiel du blason reste à déterminer.                                                       |

| Blason de Maizery | Blason  | Chevronné d'or et d'azur de huit pièces; au franc-quartier d'argent chargé d'un cheval gai de sable. |
| Blason de Maizery | Détails | Le statut officiel du blason reste à déterminer.                                                     |

| Blason de Maizières-lès-Metz | Blason  | De gueules à une fleur de lys d'argent florencée de sinople et accompagnée de trois besants d'or, celui du chef dextre chargé d'une ombre de croix pattée. |
| Blason de Maizières-lès-Metz | Détails | En 1218, la commune appartient à l'abbaye de Saint-Vincent de Metz qui porte de gueules à une fleur de lys d'argent florencée de sinople, accompagnée en chef de deux croissants affrontés et entrelacés Maizières faisant partie du Pays des Trois-Evêchés ou Val de Metz, les armes portent les trois besants d'or dont un chargé d'une ombre de croix pattée. Ici, ils ne sont pas en chef comme la plupart des autres blasons des communes appartenant au Val de Metz. Plus exactement, il était sous la domination du paraige de Saint-Martin qui portait de gueules à trois besants d'or, celui de dextre chargé d'une croix du champ. Le statut officiel du blason reste à déterminer. |

| Blason de Maizières-lès-Vic | Blason  | De gueules à un croissant d'argent surmonté d'une croix au pied fiché d'or accostée en chef de deux cailloux d'or. |
| Blason de Maizières-lès-Vic | Détails | Le statut officiel du blason reste à déterminer.                                                                   |

| Blason de Malancourt-la-Montagne | Blason  | De gueules à un dextrochère de carnation, vêtu d'azur, mouvant d'une nuée d'argent, tenant une épée du même garnie d'or, chapé d'azur chargé de deux bars adossés d'or. |
| Blason de Malancourt-la-Montagne | Détails | Inspiration des armes de l'Évêché de Metz pour le champ. Le statut officiel du blason reste à déterminer.                                                               |

| Blason de Malaucourt-sur-Seille | Blason  | De gueules à deux lances d'or en sautoir, accompagnées en pointe d'une fleur de lys du même, à la fasce ondée d'argent brochant sur le tout. |
| Blason de Malaucourt-sur-Seille | Détails | Le statut officiel du blason reste à déterminer.                                                                                             |

| Blason de Malling | Blason  | D'or au lion de gueules, à la fasce vivrée du même brochant sur le tout. |
| Blason de Malling | Détails | Le statut officiel du blason reste à déterminer.                         |

| Blason de Malroy | Blason  | D'azur au mont de six coupeaux d'or sur lequel grimpent deux écureuils affrontés d'argent, le tout surmonté de deux étoiles d'or. |
| Blason de Malroy | Détails | Le statut officiel du blason reste à déterminer.                                                                                  |

| Blason de Manderen | Blason  | De sable au lion d'argent; au franc-canton du même à la croix de gueules. |
| Blason de Manderen | Détails | Le statut officiel du blason reste à déterminer.                          |

| Blason de Manhoué | Blason  | Parti de l'Évêché de Metz et d'un mi-parti d'argent à deux saumons adossés de gueules (Abbaye de Salival). |
| Blason de Manhoué | Détails | Le statut officiel du blason reste à déterminer.                                                           |

| Blason de Manom | Blason  | Parti d'azur à trois fasces d'or, et du premier au lion d'argent. |
| Blason de Manom | Détails | Le statut officiel du blason reste à déterminer.                  |

| Blason de Many | Blason  | D'argent à trois fasces de gueules; à la bordure du même chargée de huit glands du champ. |
| Blason de Many | Détails | Le statut officiel du blason reste à déterminer.                                          |

| Blason de Marange-Silvange | Blason  | D'azur à l'épée renversée d'argent, garnie d'or, à la fasce d'argent chargée de trois coquilles de gueules brochant sur le tout. |
| Blason de Marange-Silvange | Détails | Le statut officiel du blason reste à déterminer.                                                                                 |

| Blason de Marange-Zondrange | Blason  | De gueules à un trois mâts d'argent, les voiles chargées chacune d'une croix de Lorraine du champ, voguant sur une mer d'azur.                                 |
| Blason de Marange-Zondrange | Détails | * Il y a là non-respect de la règle de contrariété des couleurs : ces armes sont fautives (azur sur gueules). Le statut officiel du blason reste à déterminer. |

| Blason de Marieulles | Blason  | Mi-parti d'or à la tour de sable ouverte du champ, et mi-parti d'azur à l'aigle contournée d'or. |
| Blason de Marieulles | Détails | Le statut officiel du blason reste à déterminer.                                                 |

| Blason de Marimont-lès-Bénestroff | Blason  | D'argent à la fasce de gueules.                  |
| Blason de Marimont-lès-Bénestroff | Détails | Le statut officiel du blason reste à déterminer. |

| Blason de Marly | Blason  | De gueules au lion d'argent, la queue fourchue et passée en sautoir, armé, lampassé et couronné d'or. |
| Blason de Marly | Détails | Le statut officiel du blason reste à déterminer.                                                      |

| Blason de Marsal | Blason  | Écartelé de gueules et d'or.                     |
| Blason de Marsal | Détails | Le statut officiel du blason reste à déterminer. |

| Blason de Marsilly | Blason  | D'or à la tête de Maure de sable tortillée d'argent bandé de gueules, le cou ceint d'un collier de perles d'argent, auquel est appendu un cor de chasse d'azur, enguiché et lié de gueules. |
| Blason de Marsilly | Détails | Le statut officiel du blason reste à déterminer. |

| Blason de Marspich | Blason  | D'argent au lion de gueules, à la bordure d'azur. |
| Blason de Marspich | Détails | Le blason représente un lion emblème des seigneurs de Florange, qui possédaient Marspich. La bordure, symbole de sainte Glossinde, rappelle le patronage qu'exerçait sur l'église l'abbaye messine. Le statut officiel du blason reste à déterminer. |

| Blason de Marthille | Blason  | Mi-parti de gueules à deux saumons d'argent adossés, cantonnés de quatre croisettes recroisetées au pied fiché de même, et mi-parti d'azur à l'aigle contournée d'or. |
| Blason de Marthille | Détails | Le statut officiel du blason reste à déterminer. |

| Blason de La Maxe | Blason  | Mi-Parti de gueules à la fleur de lys d'argent florencée de sinople, et d'or à la bande de sable chargée de trois tours d'argent ouvertes de sable. |
| Blason de La Maxe | Détails | Le statut officiel du blason reste à déterminer. |

| Blason de Maxstadt | Blason  | Parti d'azur à la crosse d'or, et de gueules à la crosse contournée d'argent, à la bordure du même. |
| Blason de Maxstadt | Détails | Le statut officiel du blason reste à déterminer.                                                    |

| Blason de Mécleuves | Blason  | Parti de l'Évêché de Metz, et d'azur au lion d'or surmonté de trois étoiles du même rangées en chef, à trois fasces de gueules brochantes. |
| Blason de Mécleuves | Détails | Le statut officiel du blason reste à déterminer.                                                                                           |

| Blason de Mégange | Blason  | D'argent à trois chevrons de sable.              |
| Blason de Mégange | Détails | Le statut officiel du blason reste à déterminer. |

| Blason de Meisenthal | Blason  | De gueules à un gobelet de verre d'argent ; chaussé d'hermine. |
| Blason de Meisenthal | Détails | Le statut officiel du blason reste à déterminer.               |

| Blason de Menskirch | Blason  | D'argent à l'église de gueules; chapé d'azur à deux fleurs de lys d'or.                         |
| Blason de Menskirch | Détails | Armes parlantes. (kirche = église en allemand) Le statut officiel du blason reste à déterminer. |

| Blason de Merlebach | Blason  | D'argent à la fasce ondée d'azur accompagnée en chef d'une lampe de mineur de sable, allumée de gueules, et en pointe d'une roche de pourpre terrassée de sinople ; au franc-quartier d'or à la croix de gueules et au franc-quartier d'argent au lion de sable armé et lampassé de gueules et couronné d'or. |
| Blason de Merlebach | Détails | Le statut officiel du blason reste à déterminer. |

| Blason de Merschweiller | Blason  | Parti de Lorraine et de Luxembourg.              |
| Blason de Merschweiller | Détails | Le statut officiel du blason reste à déterminer. |

| Blason de Merten | Blason  | D'azur au cavalier à l'anguipède posé sur un chapiteau mouvant de la pointe, le tout d'argent; au chef du même chargé d'un tronc de chêne, feuillé et fruité de sinople, posé en fasce. |
| Blason de Merten | Détails | Le statut officiel du blason reste à déterminer. |

| Blason de Métairies-Saint-Quirin | Blason  | De sinople à neuf besants d'or ordonnés 3 - 3 - 2 - 1. |
| Blason de Métairies-Saint-Quirin | Détails | Le statut officiel du blason reste à déterminer.       |

| Blason de Metting | Blason  | Mi-parti: au 1er d'argent semé de billettes d'azur, au 2e de sable à l'aigle bicéphale d'argent becquée et membrée d'or. |
| Blason de Metting | Détails | Le statut officiel du blason reste à déterminer.                                                                         |

| Blason de Metz | Blason  | Parti d'argent et de sable. |
| Blason de Metz | Détails | Le statut officiel du blason reste à déterminer. |
| Blason de Metz | Alias   | Parti d'argent et de sable, à la demi-figure de femme nue de carnation mouvant de la pointe, couronnée de trois tours crénelées d'or, tenant de la dextre une épée d'azur en barre, et de la senestre un étendard tricolore monté et frangé d'or [brochant la partition], au chef de gueules chargé de trois abeilles d'or, qui est des bonnes villes de l'Empire. Armes de la ville de Metz sous le Premier Empire. |

| Blason de Metzeresche | Blason  | Coupé de Lorraine, et d'argent à trois chevrons de sable. |
| Blason de Metzeresche | Détails | Le statut officiel du blason reste à déterminer.          |

| Blason de Metzervisse | Blason  | Ecartelé : au 1er d'azur à trois fasces d'or, au 2e de gueules au chef d'argent chargé de trois losanges accolées de sable, au 3e d'or à la bande de gueules chargée de trois coquilles d'argent, au 4 fascé d'or et d'azur de six pièces ; sur le tout du Luxembourg. |
| Blason de Metzervisse | Détails | Le statut officiel du blason reste à déterminer. |

| Blason de Metzing | Blason  | D'or à trois pals d'azur, au cheval d'argent brochant. |
| Blason de Metzing | Détails | Le statut officiel du blason reste à déterminer.       |

| Blason de Mey | Blason  | D'azur, à deux clefs d'or passées en sautoir, accompagnées en chef d'une étoile à six rais du même,. |
| Blason de Mey | Détails | Le statut officiel du blason reste à déterminer.                                                     |

| Blason de Mittelbronn | Blason  | Coupé de sinople à un mont de six coupeaux d'or, et d'argent plain ; mi-parti d'azur à une fontaine jaillissante du troisième terrassée du même.                                                |
| Blason de Mittelbronn | Détails | Les armes de la famille Landsberg (famille seigneuriale du lieu du 13e au 16e siècle) occupent le dextre du parti. Le senestre évoque le lieu. Le statut officiel du blason reste à déterminer. |

| Blason de Mittersheim | Blason  | D'azur à la fasce ondée d'argent, au massacre crucifère d'or brochant sur le tout.                                |
| Blason de Mittersheim | Détails | Le massacre crucifère est le symbole héraldique de Saint Hubert. Le statut officiel du blason reste à déterminer. |

| Blason de Molring | Blason  | Parti d'argent à la fasce de gueules et du même à trois bandes courbées d'argent. |
| Blason de Molring | Détails | Le statut officiel du blason reste à déterminer.                                  |

| Blason de Momerstroff | Blason  | Parti d'argent à la fasce de gueules et du même à l'agneau pascal d'argent. |
| Blason de Momerstroff | Détails | Le statut officiel du blason reste à déterminer.                            |

| Blason de Moncheux | Blason  | D'azur à Saint-Gorgon à cheval terrassé d'or, accompagné en chef de deux têtes de lion affrontées d'argent. |
| Blason de Moncheux | Détails | Le statut officiel du blason reste à déterminer.                                                            |

| Blason de Moncourt | Blason  | Parti de l'Évêché de Metz, et d'argent au monde d'azur cintré et croisé d'or. |
| Blason de Moncourt | Détails | Le statut officiel du blason reste à déterminer.                              |

| Blason de Mondelange | Blason  | Ecartelé : au 1er de gueules à une haute borne d'argent; au chef du même chargé de trois losanges accolées de sable, au 2d de Luxembourg, au 3e d'azur à une bande d'or chargée d'une tour de sable ouverte du champ entre deux coquilles du même, au 4e de gueules à la fleur de lys d'argent florencée de sinople. |
| Blason de Mondelange | Détails | Conflit héraldique : le dessin montre la tour aussi ajourée du champ. Le statut officiel du blason reste à déterminer. |

| Blason de Mondorff | Blason  | D'azur à un sautoir de gueules* cantonné de quatre fleurs de lys d'or. |
| Blason de Mondorff | Détails | * Il y a là non-respect de la règle de contrariété des couleurs : ces armes sont fautives (Le sautoir de gueules emprunté aux armes de La Cour, n'est pas une augmentation, donc fautif car posé sur azur.). Le statut officiel du blason reste à déterminer. |

| Blason de Monneren | Blason  | Écartelé : au 1er d'azur au lion couronné d'argent, au 2d de gueules à l'alérion d'argent, au 3e de gueules à la fasce échiquetée d'azur et d'argent de deux tires, au 4e d'argent à la patte d'aigle de sable posée en barre, mouvant du flanc dextre du chef. |
| Blason de Monneren | Détails | Le statut officiel du blason reste à déterminer. |

| Blason de Montbronn | Blason  | D'or à l'aigle de sinople becquée et membrée de gueules. |
| Blason de Montbronn | Détails | Le statut officiel du blason reste à déterminer.         |

| Blason de Montdidier | Blason  | D'argent au bouquet de trois roses de gueules feuillées et tigées de sinople issant d'un mont de trois coupeaux de même. |
| Blason de Montdidier | Détails | Le statut officiel du blason reste à déterminer.                                                                         |

| Blason de Montenach | Blason  | De gueules fretté d'or à la fasce d'argent chargée de trois coquilles du champ. |
| Blason de Montenach | Détails | Le statut officiel du blason reste à déterminer.                                |

| Blason de Montigny-lès-Metz | Blason  | Parti de gueules au dextrochère de carnation vêtu d'azur, mouvant d'une nuée d'argent, tenant une épée du même garnie d'or et accostée de deux cailloux du même ; et d'un coupé d'argent à la croix alésée potencée d'or cantonnée de quatre croisettes du même, et de gueules à la bande d'argent surmontée d'une rose d'or. Parti de l'Éveché de Metz, et d'un coupé de Jérusalem et de Varize. |
| Blason de Montigny-lès-Metz | Détails | Le statut officiel du blason reste à déterminer. |

| Blason de Montois-la-Montagne | Blason  | D'azur au triangle d'or accompagné de trois croisettes recroisetées au pied fiché du même. |
| Blason de Montois-la-Montagne | Détails | Le statut officiel du blason reste à déterminer.                                           |

| Blason de Montoy-Flanville | Blason  | Fascé d'or et d'azur de huit pièces, à trois billettes vairées en pal versé d'azur et d'or, de deux tires d'un seul pot entier, brochant sur les 2e et 3e fasces et mouvant de la ligne supérieure de la 2e et de l'inférieure de la 3e |
| Blason de Montoy-Flanville | Détails | Le statut officiel du blason reste à déterminer. |

| Blason de Morhange | Blason  | D'azur au monde croisé d'or et cintré de sable.  |
| Blason de Morhange | Détails | Le statut officiel du blason reste à déterminer. |

| Blason de Morsbach | Blason  | De gueules à trois flèches hautes d'or rangées en fasce, à la fasce ondée d'argent brochante. |
| Blason de Morsbach | Détails | Le statut officiel du blason reste à déterminer.                                              |

| Blason de Morville-lès-Vic | Blason  | D'azur à un saint Gorgon à cheval armé de pied en cap, terrassé d'or, au pal d'argent brochant sur le tout. |
| Blason de Morville-lès-Vic | Détails | Le statut officiel du blason reste à déterminer.                                                            |

| Blason de Morville-sur-Nied | Blason  | Mi-parti d'azur à l'aigle d'or, et d'argent à la fasce de gueules. |
| Blason de Morville-sur-Nied | Détails | Le statut officiel du blason reste à déterminer.                   |

| Blason de Moulins-lès-Metz | Blason  | D'or à la croix de gueules, à la roue de moulin d'azur brochant sur le tout.        |
| Blason de Moulins-lès-Metz | Détails | Armes parlantes. (roue de moulins) Le statut officiel du blason reste à déterminer. |

| Blason de Moussey | Blason  | Parti : au 1er mi-parti de gueules à deux saumons adossés d'or, cantonnés de quatre croisettes recroisetées au pied fiché du même, au 2e d'azur au dextrochère de carnation vêtu d'argent, tenant une crosse d'or. |
| Blason de Moussey | Détails | Le statut officiel du blason reste à déterminer. |

| Blason de Mouterhouse | Blason  | Coupé d'un parti d'argent au sapin arraché de sinople et de gueules à la croix de Lorraine d'or ; et de sinople au grêlier d'or. |
| Blason de Mouterhouse | Détails | Le statut officiel du blason reste à déterminer.                                                                                 |

| Blason de Moyenvic | Blason  | Parti d'or et de gueules.                        |
| Blason de Moyenvic | Détails | Le statut officiel du blason reste à déterminer. |

| Blason de Moyeuvre-Grande | Blason  | Ecartelé en sautoir : au 1er d'or à la rose de gueules surmontée d'une clef de même posée en fasce, le panneton à senestre et vers le bas, aux flancs d'azur à deux bars adossés d'or, au 4e d'or au mont de sable enflammé de gueules naissant d'une rivière ondée d'azur. |
| Blason de Moyeuvre-Grande | Détails | Création de la Commission Héraldique de la Moselle, adoptée le 27 octobre 1949. |

| Blason de Moyeuvre-Petite | Blason  | Ecartelé en sautoir : au 1er d'or à la clef de gueules, aux flancs d'azur à deux bars adossés d'or, au 4e d'or à la lance de gueules issant de la pointe. |
| Blason de Moyeuvre-Petite | Détails | Le statut officiel du blason reste à déterminer. |

| Blason de Mulcey | Blason  | Ecartelé d'azur à l'étoile d'or, et d'argent à la croix de gueules. |
| Blason de Mulcey | Détails | Le statut officiel du blason reste à déterminer.                    |

| Blason de Munster | Blason  | De gueules au chien d'argent issant d'une champagne ondée du même, surmonté d'une croix de Lorraine accostée en pointe des lettres S et N, le tout d'or. |
| Blason de Munster | Détails | Le statut officiel du blason reste à déterminer. |

- Haut – A
- B
- C
- D
- E
- F
- G
- H
- I
- J
- K
- L
- M
- N
- O
- P
- Q
- R
- S
- T
- U
- V
- W
- X
- Y
- Z

## N
| Blason de Narbéfontaine | Blason  | D'argent à la fasce ondée abaissée d'azur surmontée d'une croix pattée de sable, au comble cousu d'or*.                                                |
| Blason de Narbéfontaine | Détails | * Ces armes emploient le terme « cousu » dans le seul but de contrevenir à la règle de contrariété des couleurs : elles sont fautives : or sur argent. |

| Blason de Nébing | Blason  | De gueules à une fasce d'argent, un dragon d'or brochant sur le tout. |
| Blason de Nébing | Détails | Le statut officiel du blason reste à déterminer.                      |

| Blason de Nelling | Blason  | De gueules à la fasce d'argent, au lys de jardin d'argent tigé et feuillé de sinople, issant de la pointe et brochant sur le tout |
| Blason de Nelling | Détails | Le statut officiel du blason reste à déterminer.                                                                                  |

| Blason de Neufchef | Blason  | D'azur à un massacre crucifère d'or, surmonté d'une étoile à six rais du même. |
| Blason de Neufchef | Détails | Le statut officiel du blason reste à déterminer.                               |

| Blason de Neufgrange | Blason  | D'azur à la fasce d'or, à la bordure d'argent chargée de huit coquilles de gueules. |
| Blason de Neufgrange | Détails | Le statut officiel du blason reste à déterminer.                                    |

| Blason de Neufmoulins | Blason  | De sinople à une roue de moulin d'argent, une étoile à six rais d'or brochant.     |
| Blason de Neufmoulins | Détails | Armes parlantes. (roue de moulin) Le statut officiel du blason reste à déterminer. |

| Blason de Neufvillage | Blason  | D'argent à la fasce de gueules, au lys de jardin d'argent, tigé et feuillé de sinople issant de la pointe et brochant sur le tout. |
| Blason de Neufvillage | Détails | Le statut officiel du blason reste à déterminer.                                                                                   |

| Blason de Neunkirch-lès-Sarreguemines | Blason  | De France ancien, à la bande échiquetée d'argent et de sable brochante. |
| Blason de Neunkirch-lès-Sarreguemines | Détails | Le champ de France ancien constitue les armes de l'abbaye de Saint-Denis, la bande échiquetée celles des comtes de Sponheim. Neunkirch a appartenu jadis à l'abbaye, puis à la maison de Sponheim. |

| Blason de Neunkirchen-lès-Bouzonville | Blason  | De gueules à une église d'argent surmontée d'une coquille du même.                              |
| Blason de Neunkirchen-lès-Bouzonville | Détails | Armes parlantes. (kirche = église en allemand) Le statut officiel du blason reste à déterminer. |

| Blason de Niderhoff | Blason  | De sinople à deux gaffes de flottage d'argent posées en sautoir. |
| Blason de Niderhoff | Détails | Le statut officiel du blason reste à déterminer.                 |

| Blason de Niderviller | Blason  | Écartelé d'argent à la bande coticée de sable et de sable semé de fleurs de lys d'argent, une croix de Lorraine de gueules accostée des lettres N et V du même brochant en abîme sur le tout. |
| Blason de Niderviller | Détails | Le statut officiel du blason reste à déterminer. |

| Blason de Niederstinzel | Blason  | D'argent billeté d'azur, chapé du même           |
| Blason de Niederstinzel | Détails | Le statut officiel du blason reste à déterminer. |

| Blason de Niedervisse | Blason  | Parti d'argent à la fasce de gueules, et du même à trois glands renversés du premier. |
| Blason de Niedervisse | Détails | Le statut officiel du blason reste à déterminer.                                      |

| Blason de Nilvange | Blason  | D'argent au lion de gueules, à la bordure du même, à deux marteaux d'azur en sautoir brochant sur le tout. |
| Blason de Nilvange | Détails | Le statut officiel du blason reste à déterminer.                                                           |

| Blason de Nitting | Blason  | D'or au lion d'azur armé, couronné et lampassé du champ, à la fasce de gueules chargée de trois tours du champ ouvertes et ajourées de sable brochant sur le tout. |
| Blason de Nitting | Détails | Le statut officiel du blason reste à déterminer. |

| Blason de Noisseville | Blason  | D'argent au dextrochère d'azur tenant une épée du même, mouvant d'une nuée du champ, une croix patriarcale de gueules brochant sur le tout. |
| Blason de Noisseville | Détails | Le statut officiel du blason reste à déterminer.                                                                                            |

| Blason de Norroy-le-Veneur | Blason  | D'azur au noyer arraché d'or, fruité du champ; à la bordure du second chargée de douze grappes de raisin du champ. |
| Blason de Norroy-le-Veneur | Détails | Le statut officiel du blason reste à déterminer.                                                                   |

| Blason de Northen | Blason  | D'argent à la bande ondée d'azur, au chef de gueules chargé de trois coquilles d'or. |
| Blason de Northen | Détails | Le statut officiel du blason reste à déterminer.                                     |

| Blason de Nouilly | Blason  | Parti: au 1er de gueules au dextrochère de carnation, vêtu d'azur, mouvant d'une nuée d'argent, tenant une épée du même garnie d'or, accostée en chef de deux cailloux du même, au 2e mi-parti de gueules à l'aigle contournée d'or . |
| Blason de Nouilly | Détails | Le statut officiel du blason reste à déterminer. |

| Blason de Nousseviller-lès-Bitche | Blason  | D'argent à un noyer arraché de sinople, à la bordure de gueules chargée de huit coquilles d'or. |
| Blason de Nousseviller-lès-Bitche | Détails | Le statut officiel du blason reste à déterminer.                                                |

| Blason de Nousseviller-Saint-Nabor | Blason  | D'azur à la gerbe de blé d'or accompagnée de trois noix du même, à la bordure cousue de gueules. |
| Blason de Nousseviller-Saint-Nabor | Détails | * Ces armes emploient le terme « cousu » dans le seul but de contrevenir à la règle de contrariété des couleurs : elles sont fautives : gueules sur azur. La bordure est apposée pour rappeler une possession seigneuriale, ce qui ne justifie pas l'enquerre. Le statut officiel du blason reste à déterminer. |

| Blason de Novéant-sur-Moselle | Blason  | D'azur à la fasce ondée d'argent, accompagnée de Saint Gorgon à cheval d'or en chef et d'un chevron du même en pointe surmonté de deux croissants d'argent et soutenu d'une étoile du troisième. |
| Blason de Novéant-sur-Moselle | Détails | Le statut officiel du blason reste à déterminer. |

- Haut – A
- B
- C
- D
- E
- F
- G
- H
- I
- J
- K
- L
- M
- N
- O
- P
- Q
- R
- S
- T
- U
- V
- W
- X
- Y
- Z

## O
| Blason de Oberdorff | Blason  | D'argent à la crosse de gueules, chapé d'azur à deux lions couronnés adossés du champ. |
| Blason de Oberdorff | Détails | Le statut officiel du blason reste à déterminer.                                       |

| Blason de Obergailbach | Blason  | De gueules au pal ondé d'argent chargé d'une lance du champ, accosté de quatre roses tigées et feuillées du second mouvant du pal. |
| Blason de Obergailbach | Détails | Le statut officiel du blason reste à déterminer.                                                                                   |

| Blason de Oberstinzel | Blason  | Coupé d'azur à la fasce d'argent et de gueules au chevron ployé du second. |
| Blason de Oberstinzel | Détails | Le statut officiel du blason reste à déterminer.                           |

| Blason de Obervisse | Blason  | De sinople au rencontre de cerf crucifère d'argent surmonté de trois glands renversés du même rangés en fasce. |
| Blason de Obervisse | Détails | Le statut officiel du blason reste à déterminer.                                                               |

| Blason de Obreck | Blason  | Ecartelé d'argent à la serre d'aigle de sable, et de gueules à deux saumons adossés du premier. |
| Blason de Obreck | Détails | Le statut officiel du blason reste à déterminer.                                                |

| Blason de Œting | Blason  | D'argent au lion de sable armé et lampassé de gueules, accompagné de trois lys de jardin au naturel. |
| Blason de Œting | Détails | Le statut officiel du blason reste à déterminer.                                                     |

| Blason de Œutrange | Blason  | D'azur à la plume d'argent posée en barre, accompagnée de deux étoiles du même, au casque d'or taré de face brochant en abîme. |
| Blason de Œutrange | Détails | Le statut officiel du blason reste à déterminer.                                                                               |

| Blason de Ogy | Blason  | Parti d'argent et de sable, à la croix de Malte brochant de l'un en l'autre. |
| Blason de Ogy | Détails | Le statut officiel du blason reste à déterminer.                             |

| Blason de Ogy-Montoy-Flanville | Blason  | Deux écus accolés : 1. Parti d'argent et de sable, à une croix de Malte brochant de l'un en l'autre (qui est d'Ogy). 2. Fascé d'or et d'azur de huit pièces, à trois billettes vairées en pal versé d'azur et d'or, de deux tires d'un seul pot entier, brochant sur les 2e et 3e fasces et mouvant de la ligne supérieure de la 2e et de l'inférieure de la 3e (qui est de Montoy-Flanville). |
| Blason de Ogy-Montoy-Flanville | Détails | Le statut officiel du blason reste à déterminer. |

| Blason de Ommeray | Blason  | De gueules à la croix latine au pied fiché d'or soutenue d'un croissant d'argent, accostée de deux saumons d'argent et surmontée de deux cailloux d'or en chef. |
| Blason de Ommeray | Détails | Le statut officiel du blason reste à déterminer. |

| Blason de Oriocourt | Blason  | De gueules à la crosse abbatiale d'or au voile d'argent accostée de deux saumons adossés de même |
| Blason de Oriocourt | Détails | Le statut officiel du blason reste à déterminer.                                                 |

| Blason de Ormersviller | Blason  | Ecartelé de gueules au lion d'or, à la fasce d'azur chargée de trois étoiles d'argent brochante ; et de sable à deux épées d'argent garnies d'or. |
| Blason de Ormersviller | Détails | Le statut officiel du blason reste à déterminer.                                                                                                  |

| Blason de Orny | Blason  | Chevronné d'or et d'azur, au dragon d'argent brochant. |
| Blason de Orny | Détails | Le statut officiel du blason reste à déterminer.       |

| Blason de Oron | Blason  | De gueules à deux clefs d'or en sautoir, cantonnées de quatre glands renversés d'argent. |
| Blason de Oron | Détails | Le statut officiel du blason reste à déterminer.                                         |

| Blason de Ottange | Blason  | D'or à deux marteaux de sable en sautoir, sur le tout de gueules chargé d'une aigle d'or, couronnée d'azur. |
| Blason de Ottange | Détails | Le statut officiel du blason reste à déterminer.                                                            |

| Blason de Ottonville | Blason  | Parti de l'Évêché de Metz ; et d'un fascé d'or et d'azur de huit pièces. |
| Blason de Ottonville | Détails | Le statut officiel du blason reste à déterminer.                         |

| Blason de Oudrenne | Blason  | De gueules à la clef contournée d'or en pal, une crosse d'argent brochant en bande. |
| Blason de Oudrenne | Détails | Le statut officiel du blason reste à déterminer.                                    |

- Haut – A
- B
- C
- D
- E
- F
- G
- H
- I
- J
- K
- L
- M
- N
- O
- P
- Q
- R
- S
- T
- U
- V
- W
- X
- Y
- Z

## P
| Blason de Pagny-lès-Goin | Blason  | D'azur à deux lions affrontés d'or escaladant une montagne de huit coupeaux d'argent, 1, 2 et 5, accompagnés en chef d'une croisette d'or accostée de deux étoiles d'argent. |
| Blason de Pagny-lès-Goin | Détails | Le statut officiel du blason reste à déterminer. |

| Blason de Pange | Blason  | Écartelé: aux 1er et 4e d'or à la bande de gueules chargée de trois alérions d'argent, au 2e de gueules à la fleur de lis d'argent florencée de deux palmes de sinople, au 3e de gueules à deux clefs d'or, les pannetons adossés, accostées de deux croix de Lorraine d'argent. |
| Blason de Pange | Détails | Création Commission Héraldique de la Moselle. Adopté le 2 mars 1949. |

| Blason de Peltre | Blason  | Fascé d'argent et de gueules de six pièces.      |
| Blason de Peltre | Détails | Le statut officiel du blason reste à déterminer. |

| Blason de Petit-Réderching | Blason  | De gueules au vase d'argent, surmonté d'une croix de Lorraine d'or |
| Blason de Petit-Réderching | Détails | Le statut officiel du blason reste à déterminer.                   |

| Blason de Petit-Tenquin | Blason  | Parti de gueules à trois glands renversés d'argent et de France ancien. |
| Blason de Petit-Tenquin | Détails | Le statut officiel du blason reste à déterminer.                        |

| Blason de Petite-Rosselle | Blason  | D'argent à deux bandes de gueules, à la lampe de mineur de sable allumée du second, brochant en barre. |
| Blason de Petite-Rosselle | Détails | Le statut officiel du blason reste à déterminer.                                                       |

| Blason de Pettoncourt | Blason  | De gueules au dragon d'argent surmonté de deux cailloux d'or |
| Blason de Pettoncourt | Détails | Le statut officiel du blason reste à déterminer.             |

| Blason de Pévange | Blason  | D'azur au globe croisé d'or cintré de sable ; chapé cousu de gueules.                                                                  |
| Blason de Pévange | Détails | * Ces armes emploient le terme « cousu » dans le seul but de contrevenir à la règle de contrariété des couleurs : elles sont fautives. |

| Blason de Phalsbourg | Blason  | Parti de sable à la croix d'argent et d'azur à une fleur de lys d'or. |
| Blason de Phalsbourg | Détails | Le statut officiel du blason reste à déterminer.                      |

| Blason de Philippsbourg | Blason  | D'or à trois chevrons de gueules accompagnés en pointe d'une lettre P du même. |
| Blason de Philippsbourg | Détails | Le statut officiel du blason reste à déterminer.                               |

| Blason de Piblange | Blason  | D'argent à une croix de gueules chargée d'un dragon d'or et cantonnée de quatre pattes d'aigle de sable. |
| Blason de Piblange | Détails | Le statut officiel du blason reste à déterminer.                                                         |

| Blason de Pierrevillers | Blason  | D'azur à une croix de Malte d'argent, cantonnée de quatre croisettes recroisetées au pied fiché d'or. |
| Blason de Pierrevillers | Détails | Le statut officiel du blason reste à déterminer.                                                      |

| Blason de Plaine-de-Walsch | Blason  | Ecartelé aux 1er et 4e d'un fascé de gueules et de sinople à la bande d'argent brochante, au 2d d'or à la croix celte d'azur, et au 3e d'or au vase d'azur. |
| Blason de Plaine-de-Walsch | Détails | Le statut officiel du blason reste à déterminer. |

| Blason de Plappeville | Blason  | De gueules à la crosse d'or, accostée de six langues de feu ordonnées 1 et 2 de chaque côté et brochant sur une septième du même en pointe, à l'oiseau d'argent brochant en pointe. |
| Blason de Plappeville | Détails | Le statut officiel du blason reste à déterminer. |

| Blason de Plesnois | Blason  | D'azur à deux bars adossés cantonnés de quatre roses, le tout d'or. |
| Blason de Plesnois | Détails | Le statut officiel du blason reste à déterminer.                    |

| Blason de Pommérieux | Blason  | Ecartelé de gueules au dragon d'argent et d'azur à l'aigle d'or. |
| Blason de Pommérieux | Détails | Le statut officiel du blason reste à déterminer.                 |

| Blason de Pontigny (Moselle) | Blason  | D'argent à deux fasces abaissées de gueules surmontées d'une ombre de rose chargée de cinq croissants de gueules en orle. |
| Blason de Pontigny (Moselle) | Détails | Adopté le 14 mars 1985 |

| Blason de Pontoy | Blason  | De gueules à la champagne crénelée, sommée de deux tours mouvant des flancs, le tout d'argent, maçonné de sable, au dextrochère de carnation vêtu d'azur, naissant d'un nuage d'argent mouvant de la tour senestre, tenant une épée d'argent garnie d'or, accostée de deux cailloux du même. |
| Blason de Pontoy | Détails | Le statut officiel du blason reste à déterminer. |

| Blason de Pontpierre | Blason  | De gueules au pont d'argent sur une rivière d'azur, surmonté d'un écusson d'argent à la fasce de gueules. |
| Blason de Pontpierre | Détails | * Il y a là non-respect de la règle de contrariété des couleurs : ces armes sont fautives (azur sur gueules). Armes parlantes. L'écusson supérieur représente les armes des comtes de Créhange, dont dépendait Pontpierre jusqu'à 1793. La rivière représente la Nied allemande, sur laquelle était construit un pont en pierre, à une époque où ceux-ci étaient rares dans la région. |

| Blason de Porcelette | Blason  | De gueules à la crosse d'or et à l'épée basse d'argent garnie d'or passées en sautoir, surmontées d'une lampe de mineur d'argent allumée du champ, un sanglier de sable défendu et allumé d'argent brochant sur le tout. |
| Blason de Porcelette | Détails | Le statut officiel du blason reste à déterminer. |

| Blason de Postroff | Blason  | D'argent billeté d'azur, à un mont de trois coupeaux sommé d'une croix haute de gueules brochant sur le tout. |
| Blason de Postroff | Détails | Le statut officiel du blason reste à déterminer.                                                              |

| Blason de Pouilly | Blason  | D'or à l'aigle de sable, à la bande de gueules chargée de trois roses d'argent brochant sur le tout. |
| Blason de Pouilly | Détails | Le statut officiel du blason reste à déterminer.                                                     |

| Blason de Pournoy-la-Chétive | Blason  | Parti de Lorraine, et d'un coupé de gueules à 3 tours d'argent ouvertes et ajourées du champ, posées et rangées en bande ; et d'or à la tour de sable ouverte et ajourée de gueules. |
| Blason de Pournoy-la-Chétive | Détails | Le statut officiel du blason reste à déterminer. |

| Blason de Pournoy-la-Grasse | Blason  | Chevronné d'or et d'azur de huit pièces, à trois prunes au naturel brochant sur le tout. |
| Blason de Pournoy-la-Grasse | Détails | Le statut officiel du blason reste à déterminer.                                         |

| Blason de Prévocourt | Blason  | Coupé de gueules à la croix de Lorraine d'argent, et d'or à l'ours passant de sable, colleté de gueules. |
| Blason de Prévocourt | Détails | Le statut officiel du blason reste à déterminer.                                                         |

| Blason de Puttelange-aux-Lacs | Blason  | Écartelé : au 1er de gueules à deux saumons adossés d'argent, cantonnés de quatre croisettes recroisetées au pied fiché du même ; au 2e d'or à un lion de sable, armé et lampassé de gueules ; au 3e d'or à trois fasces d'azur, au 4e de gueules à une rose d'argent. |
| Blason de Puttelange-aux-Lacs | Détails | Le statut officiel du blason reste à déterminer. |

| Blason de Puttelange-lès-Thionville | Blason  | D'or à trois pals de gueules.                    |
| Blason de Puttelange-lès-Thionville | Détails | Le statut officiel du blason reste à déterminer. |

| Blason de Puttigny | Blason  | D'azur à une nef d'or voguant sur une terrasse ondée d'argent et sommée d'un croissant du même. |
| Blason de Puttigny | Détails | Le statut officiel du blason reste à déterminer.                                                |

| Blason de Puzieux | Blason  | De gueules à un gril d'or accompagné de douze besants du même mis en orle. |
| Blason de Puzieux | Détails | Le statut officiel du blason reste à déterminer.                           |

- Haut – A
- B
- C
- D
- E
- F
- G
- H
- I
- J
- K
- L
- M
- N
- O
- P
- Q
- R
- S
- T
- U
- V
- W
- X
- Y
- Z

## R
| Blason de Racrange | Blason  | Parti de gueules à trois glands renversés d'argent, mi-parti d'azur à l'aigle d'or |
| Blason de Racrange | Détails | Le statut officiel du blason reste à déterminer.                                   |

| Blason de Rahling | Blason  | De gueules à trois chevrons d'or, accompagné de trois annelets du même |
| Blason de Rahling | Détails | Le statut officiel du blason reste à déterminer.                       |

| Blason de Ranguevaux | Blason  | Mi-parti d'azur à deux bars adossés d'or cantonnés de quatre croisettes recroisetées au pied fiché du même, et de gueules à trois besants d'or. |
| Blason de Ranguevaux | Détails | Le statut officiel du blason reste à déterminer.                                                                                                |

| Blason de Raville | Blason  | De gueules à trois chevrons d'argent.            |
| Blason de Raville | Détails | Le statut officiel du blason reste à déterminer. |

| Blason de Réchicourt-le-Château | Blason  | De gueules semé de croix recroisetées au pied fiché d'or, à deux saumons adossés de même brochants. |
| Blason de Réchicourt-le-Château | Détails | Le statut officiel du blason reste à déterminer.                                                    |

| Blason de Rédange | Blason  | Coupé d'or à l’ours passant de sable colleté de gueules, et de gueules au lion léopardé d'or. |
| Blason de Rédange | Détails | Le statut officiel du blason reste à déterminer.                                              |

| Blason de Réding | Blason  | De gueules à trois tours d'or ouvertes du champ. |
| Blason de Réding | Détails | Le statut officiel du blason reste à déterminer. |

| Blason de Rémelfang | Blason  | Coupé d'or à la croix ancrée de gueules, et du même à trois besants du premier. |
| Blason de Rémelfang | Détails | Le statut officiel du blason reste à déterminer.                                |

| Blason de Rémelfing | Blason  | Ecartelé de gueules à deux clefs d'or en pal adossées d'or, accostées de deux croix de Lorraine d'argent, et d'azur à l'ancre d'argent accostée de deux étoiles du même. |
| Blason de Rémelfing | Détails | Le statut officiel du blason reste à déterminer. |

| Blason de Rémeling | Blason  | De gueules à trois chevrons d'argent, accompagnés de trois coquilles du même. |
| Blason de Rémeling | Détails | Le statut officiel du blason reste à déterminer.                              |

| Blason de Rémering | Blason  | Tranché d'azur au lion couronné d'argent, et de gueules au gland renversé du second ; une lance d'or brochant sur la partition. |
| Blason de Rémering | Détails | Le statut officiel du blason reste à déterminer.                                                                                |

| Blason de Rémering-lès-Puttelange | Blason  | Coupé d'argent à la croix de Lorraine de gueules et d'or à trois pals d'azur. |
| Blason de Rémering-lès-Puttelange | Détails | Le statut officiel du blason reste à déterminer.                              |

| Blason de Rémilly | Blason  | Parti: au 1er de gueules au dextrochère de carnation, paré d'azur, mouvant d'une nuée d'argent, tenant une épée haute du même garnie d'or et accostée en chef de deux cailloux d'or (Évêché de Metz), au 2e mi-parti d'azur à l'aigle bicéphale d'or. |
| Blason de Rémilly | Détails | Le statut officiel du blason reste à déterminer. |

| Blason de Réning | Blason  | De gueules à trois bandes courbées d'argent, celle du milieu chargée de trois oiselets d'azur contournés. |
| Blason de Réning | Détails | Le statut officiel du blason reste à déterminer.                                                          |

| Blason de Retonfey | Blason  | Fascé d’or et d’azur de huit pièces, chapé du même. |
| Blason de Retonfey | Détails | Le fascé constitue les armes du Haut-Chemin, partie du Pays messin à laquelle appartenait Retonfey. La « chape » d’azur est le symbole du manteau de saint Martin qui est le patron de la paroisse Le statut officiel du blason reste à déterminer. |

| Blason de Rettel | Blason  | D'argent à Saint-Sixte au naturel, tenant une clef d'or et un livre ouvert, accosté en chef de deux lettres S de gueules. |
| Blason de Rettel | Détails | Le statut officiel du blason reste à déterminer.                                                                          |

| Blason de Reyersviller | Blason  | Parti de Lorraine, et d'un fascé de sinople et d'argent de six pièces. |
| Blason de Reyersviller | Détails | Le statut officiel du blason reste à déterminer.                       |

| Blason de Rezonville | Blason  | D'azur à Saint-Gorgon à cheval armé de pied en cap d'or, au chef cousu de gueules* chargé de trois molettes d'or                                            |
| Blason de Rezonville | Détails | * Ces armes emploient le terme « cousu » dans le seul but de contrevenir à la règle de contrariété des couleurs : elles sont fautives : gueules sur azur. . |

| Blason de Rhodes | Blason  | Parti de l'Évêché de Metz, et de gueules à un croc d'or. |
| Blason de Rhodes | Détails | Le statut officiel du blason reste à déterminer.         |

| Blason de Riche | Blason  | Coupé de Lorraine, et d'un parti de gueules à deux saumons adossés d’argent accompagnés de quatre croisettes recroisetées au pied fiché de même, et d’argent à trois merlettes de sable. |
| Blason de Riche | Détails | Le statut officiel du blason reste à déterminer. |

| Blason de Richeling | Blason  | D'or à trois pals d'azur, une rose d'argent pointée de sinople brochant sur le tout. |
| Blason de Richeling | Détails | Le statut officiel du blason reste à déterminer.                                     |

| Blason de Richemont | Blason  | Ecartelé : au 1er du Luxembourg, au 2e fascé d'or et d'azur de six pièces, à trois pals alésés au pied fiché d'or brochant sur le tout ; au 3e parti de sable et d'argent, à la croix pattée et alésée de gueules brochant sur la partition ; au 4e d'or à la tête de Maure de sable, tortillée et perlée d'argent, à laquelle est suspendu un cor de chasse du champ enguiché, lié et virolé de gueules ; sur le tout un pont alésé à cinq arches comblées d'azur, sommé d'une croix de gueules. |
| Blason de Richemont | Détails | Le statut officiel du blason reste à déterminer. |

| Blason de Richeval | Blason  | De gueules au croissant d'argent surmonté d'une croix recroisetée au pied fiché d'or ; chaussé du même. |
| Blason de Richeval | Détails | Le statut officiel du blason reste à déterminer.                                                        |

| Blason de Rimling | Blason  | D'or à la tour de gueules ouverte et ajourée du champ. |
| Blason de Rimling | Détails | Le statut officiel du blason reste à déterminer.       |

| Blason de Ritzing | Blason  | Ecartelé d'or à une bande de gueules chargée de trois coquilles d'argent, et du même à la clef contournée du second posée en pal. |
| Blason de Ritzing | Détails | Le statut officiel du blason reste à déterminer.                                                                                  |

| Blason de Rochonvillers | Blason  | Coupé de gueules à deux tourterelles affrontées d'or, et du même fretté du premier. |
| Blason de Rochonvillers | Détails | Le statut officiel du blason reste à déterminer.                                    |

| Blason de Rodalbe | Blason  | De gueules à la fasce ondée d'argent accompagnée de trois besants d'or. |
| Blason de Rodalbe | Détails | Le statut officiel du blason reste à déterminer.                        |

| Blason de Rodemack | Blason  | Fascé d'or et d'azur de six pièces.              |
| Blason de Rodemack | Détails | Le statut officiel du blason reste à déterminer. |

| Blason de Rohrbach-lès-Bitche | Blason  | D'or à la bande de gueules chargée de trois alérions d'argent, à la barre d'argent chargée d'un roseau de sinople brochant sur le tout. |
| Blason de Rohrbach-lès-Bitche | Détails | Conflit héraldique : le dessin ne montre que deux alérions. Adopté le 19 décembre 1948.                                                 |

| Blason de Rolbing | Blason  | D'argent à un chevron d'azur, accompagné en chef de deux croix de Lorraine de gueules, et en pointe d'une aiglette de sable. |
| Blason de Rolbing | Détails | Le statut officiel du blason reste à déterminer.                                                                             |

| Blason de Rombas | Blason  | D'azur à une épée d'argent garnie d'or la pointe en bas, accostée de deux barbeaux d'or flanqués de deux croisettes recroisetées au pied fiché du même. |
| Blason de Rombas | Détails | Le statut officiel du blason reste à déterminer. |

| Blason de Romelfing | Blason  | D'argent à la fasce vivrée de gueules surmontée d'un gril de sable. |
| Blason de Romelfing | Détails | Le statut officiel du blason reste à déterminer.                    |

| Blason de Roncourt | Blason  | De gueules au dextrochère de carnation, vêtu d'azur, mouvant d'une nuée d'argent, tenant une épée du même garnie d'or, accostée de deux croisettes recroisetées au pied fiché du même, le champ chaussé, abaissé et pignonné d'or. |
| Blason de Roncourt | Détails | Le statut officiel du blason reste à déterminer. |

| Blason de Roppeviller | Blason  | Coupé de gueules à l'alérion d'argent et d'azur à la lettre M couronnée d'or ; une burèle ondée du second brochant sur la partition. |
| Blason de Roppeviller | Détails | Le statut officiel du blason reste à déterminer.                                                                                     |

| Blason de Rorbach-lès-Dieuze | Blason  | De gueules à trois bandes courbées d'argent, un roseau de sinople brochant sur le tout. |
| Blason de Rorbach-lès-Dieuze | Détails | Le statut officiel du blason reste à déterminer.                                        |

| Blason de Rosbruck | Blason  | De gueules au pont de trois arches d'argent sur une rivière d'azur, surmonté d'un massacre crucifère d'or.                                                     |
| Blason de Rosbruck | Détails | * Il y a là non-respect de la règle de contrariété des couleurs : ces armes sont fautives (azur sur sinople). Le statut officiel du blason reste à déterminer. |

| Blason de Rosselange | Blason  | Parti d'azur à une croix d'or, et de gueules à la clef contournée d'or. |
| Blason de Rosselange | Détails | Le statut officiel du blason reste à déterminer.                        |

| Blason de Rouhling | Blason  | D'argent à une fasce vivrée de gueules, accompagnée en chef d'une croisette pattée de sable, et en pointe de trois cailloux du même. |
| Blason de Rouhling | Détails | Le statut officiel du blason reste à déterminer.                                                                                     |

| Blason de Roupeldange | Blason  | Fascé d'or et d'azur de huit pièces, mi-parti d'or à la croix ancrée de gueules. |
| Blason de Roupeldange | Détails | Le statut officiel du blason reste à déterminer.                                 |

| Blason de Roussy-le-Village | Blason  | D'argent au lion de gueules à double queue, couronné, armé et lampassé d'or. |
| Blason de Roussy-le-Village | Détails | Le statut officiel du blason reste à déterminer.                             |

| Blason de Rozérieulles | Blason  | De gueules à la rose d'argent boutonnée du champ, pointée de sinople et accompagnée de trois besants d'or, celui du chef à dextre chargé d'une ombre de croix pattée de sable. |
| Blason de Rozérieulles | Détails | Armes parlantes. (rose) Le statut officiel du blason reste à déterminer. |

| Blason de Rurange-lès-Thionville | Blason  | Mi-coupé de gueules au chef d'argent chargé de trois losanges accolées de sable, et mi-coupé d'argent à une croix de gueules, cantonnée de quatre serres d'aigle de sable posées en barre. |
| Blason de Rurange-lès-Thionville | Détails | Le statut officiel du blason reste à déterminer. |

| Blason de Russange | Blason  | Ecartelé d'argent à l'écusson de gueules, et du même à la croix ancrée d'or. |
| Blason de Russange | Détails | Le statut officiel du blason reste à déterminer.                             |

| Blason de Rustroff | Blason  | De gueules à la serpette d'argent emmanchée d'or. |
| Blason de Rustroff | Détails | Le statut officiel du blason reste à déterminer.  |

- Haut – A
- B
- C
- D
- E
- F
- G
- H
- I
- J
- K
- L
- M
- N
- O
- P
- Q
- R
- S
- T
- U
- V
- W
- X
- Y
- Z

## S
| Blason de Sailly-Achâtel | Blason  | Deux écus accolés: (1) De gueules au lion d'argent, armé, lampassé et couronné d'or. (SAILLY) (2) Parti: au 1er mi-parti d'azur à deux bars adossés d'or cantonnés de quatre croisettes recroisetées au pied fiché du même, au 2e de gueules au dextrochère de carnation, vêtu d'azur, mouvant d'une nuée d'argent, tenant une épée du même garnie d'or et accostée de deux cailloux d'or; au mur crénelé d'argent, maçonné de sable, mouvant de la pointe et brochant sur le tout. (ACHATEL) |
| Blason de Sailly-Achâtel | Détails | Le statut officiel du blason reste à déterminer. |

| Blason de Saint-Avold | Blason  | Coupé d'un et parti de trois : au premier fascé d'argent et de gueules de huit pièces, au deuxième d'azur semé de fleurs de lys d'or brisé en chef d'un lambel de gueules, au troisième d'argent à la croix alésée potencée d'or, cantonnée de quatre croisettes du même, au quatrième d'or aux quatre pals de gueules, au cinquième d'azur semé de fleurs de lys d'or à la bordure cousue de gueules, au sixième d'azur au lion contourné d'or à la queue fourchue, armé, lampassé et couronné de gueules, au septième d'or au lion de sable armé et lampassé de gueules, au huitième d'azur semé de croisettes recroisetées au pied fiché d'or aux deux bars adossés du même brochant sur le tout ; sur le tout d'or à la bande de gueules chargée de trois alérions d'argent. |
| Blason de Saint-Avold | Détails | Armes des ducs de Lorraine. Le statut officiel du blason reste à déterminer. |

| Blason de Saint-Epvre | Blason  | D'azur à trois marguerites d'argent boutonnées d'or, feuillées et tigées de sinople. |
| Blason de Saint-Epvre | Détails | Le statut officiel du blason reste à déterminer.                                     |

| Blason de Saint-François-Lacroix | Blason  | D'argent à la croix de gueules, cantonnée de quatre oiselets d'azur, affrontés deux à deux. |
| Blason de Saint-François-Lacroix | Détails | Le statut officiel du blason reste à déterminer.                                            |

| Blason de Saint-Georges | Blason  | Parti au 1) mi-parti de gueules à deux saumons adossés d'argent, en 2) d'argent saint Georges terrassant un dragon, le tout de gueules. |
| Blason de Saint-Georges | Détails | Le statut officiel du blason reste à déterminer.                                                                                        |

| Blason de Saint-Hubert | Blason  | D'argent à la croix de gueules, cantonnée de quatre serres d'aigle de sable. |
| Blason de Saint-Hubert | Détails | Le statut officiel du blason reste à déterminer.                             |

| Blason de Saint-Jean-de-Bassel | Blason  | Écartelé : aux premier et quatrième d’argent, à la croix de gueules ; aux deuxième et troisième de sable à la croix de Malte d’argent. |
| Blason de Saint-Jean-de-Bassel | Détails | Le statut officiel du blason reste à déterminer.                                                                                       |

| Blason de Saint-Jean-Kourtzerode | Blason  | D'or à l'arbre de sinople issant de la pointe, une hache de gueules brochant en barre. |
| Blason de Saint-Jean-Kourtzerode | Détails | Le statut officiel du blason reste à déterminer.                                       |

| Blason de Saint-Jean-Rohrbach | Blason  | De gueules à la hache contournée d'or, à la fasce ondée d'argent chargée d'un roseau de sinople brochante. |
| Blason de Saint-Jean-Rohrbach | Détails | Le statut officiel du blason reste à déterminer.                                                           |

| Blason de Saint-Julien-lès-Metz | Blason  | Parti de sable et d'argent, au mont de trois coupeaux mouvant d'une rivière ondée, sommé d'un chêne arraché, le tout brochant de l'un en l'autre. |
| Blason de Saint-Julien-lès-Metz | Détails | Armes basées sur celles de la ville de Metz Le statut officiel du blason reste à déterminer.                                                      |

| Blason de Saint-Jure | Blason  | Chevronné d'or et d'azur de huit pièces, à la fleur de lys d'argent d'où naissent deux palmes de sinople brochant sur le tout. |
| Blason de Saint-Jure | Détails | Le statut officiel du blason reste à déterminer.                                                                               |

| Blason de Saint-Louis | Blason  | D'or à la bande de gueules chargée de trois alérions d'argent, à la barre ondée de gueules brochant sur la bande, au lambel de gueules en chef et une couronne d'épines de sable en abîme.                                  |
| Blason de Saint-Louis | Détails | * Il y a là non-respect de la règle de contrariété des couleurs : ces armes sont fautives (sable sur gueules). Conflit héraldique : le dessin ne montre que deux alérions. Le statut officiel du blason reste à déterminer. |

| Blason de Saint-Louis-lès-Bitche | Blason  | D'azur aux lettres S et L entrelacées surmontées d'une couronne royale, entourées d'une couronne d'épines, le tout d'or ; au chef d'or chargé d'un lion léopardé de gueules. |
| Blason de Saint-Louis-lès-Bitche | Détails | Le statut officiel du blason reste à déterminer. |

| Blason de Saint-Médard | Blason  | D'azur au triangle d'or accompagné de trois colombes d'argent. |
| Blason de Saint-Médard | Détails | Le statut officiel du blason reste à déterminer.               |

| Blason de Saint-Privat-la-Montagne | Blason  | De gueules semé de croisettes recroisetées au pied fiché d'or, à l'épée d'argent garnie d'or brochante. |
| Blason de Saint-Privat-la-Montagne | Détails | Le statut officiel du blason reste à déterminer.                                                        |

| Blason de Saint-Quirin | Blason  | D'azur à neuf besants d'or, ordonnés 3, 3, 2 et 1 |
| Blason de Saint-Quirin | Détails | Le statut officiel du blason reste à déterminer.  |

| Blason de Sainte-Barbe | Blason  | De gueules à la tour d’église d'or mouvant de la pointe, accostée de deux cailloux d’or. |
| Blason de Sainte-Barbe | Détails | Le statut officiel du blason reste à déterminer.                                         |

| Blason de Sainte-Marie-aux-Chênes | Blason  | D'azur au chêne arraché d'or, le tronc accosté des lettres antique S et M. du même. |
| Blason de Sainte-Marie-aux-Chênes | Détails | Armes parlantes. (chêne) Le statut officiel du blason reste à déterminer.           |

| Blason de Sainte-Ruffine | Blason  | Parti: au 1er mi-parti d'azur à l'aigle bicéphale d'or, au 2e de gueules à la bande d'argent chargée de trois coquilles de sable, le tout sommé d'un chef de gueules chargé de trois besants d'or, celui de dextre surchargé d'une ombre de croix pattée. |
| Blason de Sainte-Ruffine | Détails | Le statut officiel du blason reste à déterminer. |

| Blason de Salonnes | Blason  | D'azur au puits d'argent; au chef cousu de gueules chargé d'un alérion d'argent. |
| Blason de Salonnes | Détails | * Ces armes emploient le terme « cousu » dans le seul but de contrevenir à la règle de contrariété des couleurs : elles sont fautives : gueules sur azur. Le statut officiel du blason reste à déterminer. |

| Blason de Sanry-lès-Vigy | Blason  | Parti: au 1er mi-parti d'azur à l'aigle bicéphale d'or, au 2e de gueules à la bande d'argent chargée d'une rose de gueules entre deux coquilles de sable. |
| Blason de Sanry-lès-Vigy | Détails | Le statut officiel du blason reste à déterminer. |

| Blason de Sanry-sur-Nied | Blason  | Coupé: au 1er de gueules à l'agneau pascal d'argent, au 2e d'or à une croix de gueules et au franc-quartier d'argent chargé d'un lion de sable, armé et lampassé de gueules et couronné d'or. |
| Blason de Sanry-sur-Nied | Détails | Le statut officiel du blason reste à déterminer. |

| Blason de Sarralbe | Blason  | D'argent au sautoir ondé d'azur, cantonné de quatre croix de Lorraine de gueules. |
| Blason de Sarralbe | Détails | Le statut officiel du blason reste à déterminer.                                  |

| Blason de Sarraltroff | Blason  | D'azur au lion d'or, armé, lampassé et couronné du même, à la bordure cousue de gueules chargée de huit coquilles d'argent.                                                                                |
| Blason de Sarraltroff | Détails | * Ces armes emploient le terme « cousu » dans le seul but de contrevenir à la règle de contrariété des couleurs : elles sont fautives : gueules sur azur. Le statut officiel du blason reste à déterminer. |

| Blason de Sarrebourg | Blason  | Parti d'argent à trois demi-ramures de cerf de gueules chevillées de trois pièces, posées en bande et rangées en barre. |
| Blason de Sarrebourg | Détails | Le statut officiel du blason reste à déterminer.                                                                        |

| Blason de Sarreguemines | Blason  | Parti, au premier d'or à la croix patriarcale de gueules, au second du même à l'alérion d'argent. |
| Blason de Sarreguemines | Détails | Le statut officiel du blason reste à déterminer.                                                  |

| Blason de Sarreinsming | Blason  | Coupé: au 1er d'argent au lion léopardé de gueules, au 2e de sable au massacre d'or surmonté d'une étoile à six rais de gueules.                                |
| Blason de Sarreinsming | Détails | * Il y a là non-respect de la règle de contrariété des couleurs : ces armes sont fautives (gueules sur sable). Le statut officiel du blason reste à déterminer. |

| Blason de Saulny | Blason  | Coupé d'argent plain et échiqueté d'or et d'azur, à la bordure dentelée de gueules. |
| Blason de Saulny | Détails | Le statut officiel du blason reste à déterminer.                                    |

| Blason de Schalbach | Blason  | D'azur à la fasce ondée d'argent, surmontée d'un ours passant d'or. |
| Blason de Schalbach | Détails | Le statut officiel du blason reste à déterminer.                    |

| Blason de Schmittviller | Blason  | De gueules au fer à cheval d'argent, à la bordure d'or. |
| Blason de Schmittviller | Détails | Le statut officiel du blason reste à déterminer.        |

| Blason de Schneckenbusch | Blason  | Parti: au 1er d'argent à trois demi-ramures de cerf de gueules, chevillées de trois pièces, posées en bande et rangées en pal, au 2e d'azur au lion couronné d'or. |
| Blason de Schneckenbusch | Détails | Conflit héraldique : le dessin ne montre que deux demi-ramures. Le statut officiel du blason reste à déterminer.                                                   |

| Blason de Schœneck | Blason  | Coupé: au 1er d'azur à trois alérions d'argent, au 2e parti au I de gueules au vase de cristal d'argent et au II d'argent à la lampe de mineur de sable.            |
| Blason de Schœneck | Détails | Conflit héraldique : le dessin montre la lampe allumée de gueules, ce que ne mentionne pas le blasonnement. Le statut officiel du blason reste à déterminer.        |
| Blason de Schœneck | Alias   | Parti de gueules à la coupe d'argent, et d'argent à la lampe de mineur de sable, allumée de gueules au chef d'azur chargé de trois aiglettes d'argent posées 2 - 1. |

| Blason de Schorbach | Blason  | De gueules à l'ossuaire d'or, au chef cousu d'azur chargé d'un lion léopardé d'argent, couronné, armé et lampassé de gueules.                                                                               |
| Blason de Schorbach | Détails | * Ces armes emploient le terme « cousu » dans le seul but de contrevenir à la règle de contrariété des couleurs : elles sont fautives : aazur sur gueules. Le statut officiel du blason reste à déterminer. |

| Blason de Schwerdorff | Blason  | De gueules à deux fasces d'argent chargées de cinq tourteaux de sable ordonnés 3 - 2. |
| Blason de Schwerdorff | Détails | Le statut officiel du blason reste à déterminer.                                      |

| Blason de Schweyen | Blason  | De gueules à trois chevrons d'or, accompagnés de trois tours du même. |
| Blason de Schweyen | Détails | Le statut officiel du blason reste à déterminer.                      |

| Blason de Scy-Chazelles | Blason  | De gueules à l'église du lieu d'argent, mouvant d'un mur crénelé du même, accompagnée en chef de deux grappes de raisin tigées et feuillées d'or. |
| Blason de Scy-Chazelles | Détails | Le statut officiel du blason reste à déterminer.                                                                                                  |

| Blason de Secourt | Blason  | Partie en 1) mi-parti de gueules à deux saumons adossés d'argent, en 2) de gueules à trois tours d'argent maçonnées de sable posées et rangées en bande. |
| Blason de Secourt | Détails | Conflit héraldique : le dessin ne montre que deux tours. Le statut officiel du blason reste à déterminer.                                                |

| Blason de Seingbouse | Blason  | Coupé émanché de gueules et de sinople.          |
| Blason de Seingbouse | Détails | Le statut officiel du blason reste à déterminer. |

| Blason de Semécourt | Blason  | D'or à la bordure d'azur au chef de gueules chargé de trois besants d'or, le premier chargé d'une ombre de croix pattée. |
| Blason de Semécourt | Détails | Le statut officiel du blason reste à déterminer.                                                                         |

| Blason de Serémange-Erzange | Blason  | D'argent à une croix engrêlée de gueules, à la bordure d'or, deux marteaux de sable passés en sautoir brochant sur le tout. |
| Blason de Serémange-Erzange | Détails | Le statut officiel du blason reste à déterminer.                                                                            |

| Blason de Servigny-lès-Raville | Blason  | Chevronné d'or et d'azur de huit pièces, au sautoir de gueules brochant sur le tout. |
| Blason de Servigny-lès-Raville | Détails | Le statut officiel du blason reste à déterminer.                                     |

| Blason de Servigny-lès-Sainte-Barbe | Blason  | Chevronné d'or et d'azur de huit pièces, à la bande échiquetée d'argent et de gueules de deux tires brochant sur le tout. |
| Blason de Servigny-lès-Sainte-Barbe | Détails | Le statut officiel du blason reste à déterminer.                                                                          |

| Blason de Sierck-les-Bains | Blason  | D'or à la bande de gueules chargée de trois coquilles d'argent. |
| Blason de Sierck-les-Bains | Détails | Le statut officiel du blason reste à déterminer.                |

| Blason de Siersthal | Blason  | Coupé d'or à la bande de gueules chargée de trois alérions d'argent, et de gueules au lion de saint Marc d'or. |
| Blason de Siersthal | Détails | Le statut officiel du blason reste à déterminer.                                                               |

| Blason de Sillegny | Blason  | Coupé d'or à la tour de sable ouverte et ajourée du champ, et d'azur à la lettre M d'argent couronnée d'or, accostée de deux fleurs de lys du même |
| Blason de Sillegny | Détails | Le statut officiel du blason reste à déterminer.                                                                                                   |

| Blason de Silly-en-Saulnois | Blason  | Chevronné d'or et d'azur de huit pièces, à l'oiseau d'argent brochant en abîme. |
| Blason de Silly-en-Saulnois | Détails | Le statut officiel du blason reste à déterminer.                                |

| Blason de Silly-sur-Nied | Blason  | D'or au lion de sable.                           |
| Blason de Silly-sur-Nied | Détails | Le statut officiel du blason reste à déterminer. |

| Blason de Solgne | Blason  | De gueules à la croix d’argent chargée de 5 tourteaux de gueules. |
| Blason de Solgne | Détails | Le statut officiel du blason reste à déterminer.                  |

| Blason de Sorbey | Blason  | Mi-parti de gueules à la fleur de lys d'argent d'où naissent deux palmes de sinople, et mi-parti d'argent au sorbier arraché de sinople, fruité de gueules. |
| Blason de Sorbey | Détails | Armes parlantes. (sorbier) Le statut officiel du blason reste à déterminer.                                                                                 |

| Blason de Sotzeling | Blason  | Mi-parti : au 1er d'azur, au globe croisé d'or, cintré de sable ; au 2nd de gueules, à trois bandes courbées d'argent. |
| Blason de Sotzeling | Détails | Le statut officiel du blason reste à déterminer.                                                                       |

| Blason de Soucht | Blason  | Ecartelé au 1 et 4 d'or à la bande de gueules chargée de trois alérions d'argent, au 2 de gueules au verre à pied d'or, au 3 de gueules au sabot du même, sur le tout d'argent à une macle de sable gringolée de deux têtes de serpent, celle du chef penchée à dextre, celle de la pointe s'élevant à senestre |
| Blason de Soucht | Détails | Le statut officiel du blason reste à déterminer. |

| Blason de Spicheren | Blason  | De gueules à l'épée renversée d'argent garnie d'or, accostée de deux épis de blé du même. |
| Blason de Spicheren | Détails | Armes parlantes. (épis) Le statut officiel du blason reste à déterminer.                  |

| Blason de Stiring-Wendel | Blason  | Coupé au 1, parti d'argent au lion de sable, armé et lampassé de gueules et de sable à la coupe d'or, à la cotice en barre de gueules brochante ; au 2, de gueules à trois marteaux d'or en sautoir et en pal, celui en pal renversé, liés d'azur. |
| Blason de Stiring-Wendel | Détails | Le lion est le blason des comtes de Forbach, seigneurs de Vieux-Stiring. La coupe et la cotice sont les armes de Sophie de Wasaborg, comtesse de Forbach, qui a donné son nom à Verrerie-Sophie. Les marteaux sont les armes de la famille de Wendel. La ville est décorée de la croix de guerre 1939-1945. Le statut officiel du blason reste à déterminer. |

| Blason de Stuckange | Blason  | De gueules au lion d'argent au chef du même chargé de trois fermaux en losange de sable. |
| Blason de Stuckange | Détails | Le statut officiel du blason reste à déterminer.                                         |

| Blason de Sturzelbronn | Blason  | D'or au lion de sable, terrassé ondé d'azur, à la cotice de gueules brochante. |
| Blason de Sturzelbronn | Détails | Le statut officiel du blason reste à déterminer.                               |

| Blason de Suisse | Blason  | Parti d'azur au clou d'argent accompagné de trois fleurs de lys d'or, et mi-parti de gueules à deux saumons adossés d'argent accompagnés de quatre croisettes recroisetées au pied fiché du même. |
| Blason de Suisse | Détails | Le statut officiel du blason reste à déterminer. |

- Haut – A
- B
- C
- D
- E
- F
- G
- H
- I
- J
- K
- L
- M
- N
- O
- P
- Q
- R
- S
- T
- U
- V
- W
- X
- Y
- Z

## T
| Blason de Talange | Blason  | Ecartelé au 1 de gueules à deux clefs adossées d'or, accostées de deux croix de Lorraine d'argent, au 2 burelé d'argent et d'azur de dix pièces, au lion de gueules, la queue fourchue et passée en sautoir, couronné, armé et lampassé d'or, au 3 fascé d'or et d'azur de huit pièces, au 4 de gueules à trois tours d'argent posées et rangées en bande. |
| Blason de Talange | Détails | Le statut officiel du blason reste à déterminer. |

| Blason de Tarquimpol | Blason  | D'azur au chapiteau romain d'or, sommé d'un chef du même et soutenu d'une champagne marinée d'argent. |
| Blason de Tarquimpol | Détails | Le statut officiel du blason reste à déterminer.                                                      |

| Blason de Tenteling | Blason  | Parti d'or à une croix de Lorraine de gueules, et de gueules à la clef contournée d'or. |
| Blason de Tenteling | Détails | Le statut officiel du blason reste à déterminer.                                        |

| Blason de Terville | Blason  | De gueules au chevron haussé d'or, accompagné en pointe d'une tour d'argent ouverte et ajourée de sable. |
| Blason de Terville | Détails | Le statut officiel du blason reste à déterminer.                                                         |

| Blason de Téterchen | Blason  | Ecartelé aux 1 et 4 d'or à la croix ancrée de gueules, et aux 2 et 3 d'azur au lion couronné d'argent, à la crosse d'argent en pal brochant sur la partition. |
| Blason de Téterchen | Détails | Le statut officiel du blason reste à déterminer. |

| Blason de Teting-sur-Nied | Blason  | D'azur à un casque d'argent taré de fasce, accompagné de trois glands feuillés du même. |
| Blason de Teting-sur-Nied | Détails | Le statut officiel du blason reste à déterminer.                                        |

| Blason de Théding | Blason  | D'azur au lion d'argent, couronné, armé et lampassé d'or, accompagné de trois alérions d'argent. |
| Blason de Théding | Détails | Le statut officiel du blason reste à déterminer.                                                 |

| Blason de Thicourt | Blason  | D'argent à trois fasces de gueules, à la nef d'or mouvant de la fasce de pointe. |
| Blason de Thicourt | Détails | Le statut officiel du blason reste à déterminer.                                 |

| Blason de Thimonville | Blason  | De sable à la croix d'argent, sur le tout du même chargé d'un écusson d'azur. |
| Blason de Thimonville | Détails | Le statut officiel du blason reste à déterminer.                              |

| Blason de Thionville | Blason  | D'azur au château donjonné de trois tourelles d'or, celle du milieu plus haute, le tout maçonné de sable. |
| Blason de Thionville | Détails | Le statut officiel du blason reste à déterminer.                                                          |

| Blason de Thonville | Blason  | D'azur semé de fleurs de lys d'or, à trois anneaux d'argent mal ordonnés et entrelacés brochant sur le tout. |
| Blason de Thonville | Détails | Le statut officiel du blason reste à déterminer.                                                             |

| Blason de Tincry | Blason  | De gueules au mont de six coupeaux de sinople accosté de deux saumons adossés d'argent.                                                                           |
| Blason de Tincry | Détails | * Il y a là non-respect de la règle de contrariété des couleurs : ces armes sont fautives (sinople sur gueules). Le statut officiel du blason reste à déterminer. |

| Blason de Torcheville | Blason  | D'argent à la bordure engrêlée de gueules à la fasce du même brochante. |
| Blason de Torcheville | Détails | Le statut officiel du blason reste à déterminer.                        |

| Blason de Tragny | Blason  | De gueules à une bande d'argent chargée d'une coquille de sable entre deux roses de gueules. |
| Blason de Tragny | Détails | Le statut officiel du blason reste à déterminer.                                             |

| Blason de Trémery | Blason  | D'azur à la fasce d'or accompagnée de trois étoiles du même rangées en chef et d'un agneau d'argent passant en pointe. |
| Blason de Trémery | Détails | Le statut officiel du blason reste à déterminer.                                                                       |

| Blason de Tressange | Blason  | Mi-parti d'azur à deux bars adossés d'or cantonnés de quatre croisettes recroisetées au pied fiché du même, et d'argent à trois chevrons de gueules. |
| Blason de Tressange | Détails | Le statut officiel du blason reste à déterminer. |

| Blason de Tritteling-Redlach | Blason  | De gueules à un saint Martin à cheval donnant la moitié de son manteau à un pauvre, accompagné de trois glands renversés, le tout d'argent. |
| Blason de Tritteling-Redlach | Détails | Le statut officiel du blason reste à déterminer.                                                                                            |

| Blason de Troisfontaines | Blason  | D'or à trois fasces ondées d'azur, au lion du même, armé, lampassé et couronné d'or, brochant sur le tout. |
| Blason de Troisfontaines | Détails | Le statut officiel du blason reste à déterminer.                                                           |

| Blason de Tromborn | Blason  | Parti, au premier, d’azur, à trois lionceaux passants couronnés et contournés d’argent, mis l’un sur l’autre; au second, d’argent, à trois fasces ondées d’azur. |
| Blason de Tromborn | Détails | Le statut officiel du blason reste à déterminer. |

| Blason de Turquestein-Blancrupt | Blason  | Coupé au 1 parti d'or à la bande de gueules chargée de trois alérions d'argent et d'azur à trois fleurs de lys d'or ; au 2 d'or à l'étoile à six rais de gueules à la bordure du même. |
| Blason de Turquestein-Blancrupt | Détails | Le statut officiel du blason reste à déterminer. |

- Haut – A
- B
- C
- D
- E
- F
- G
- H
- I
- J
- K
- L
- M
- N
- O
- P
- Q
- R
- S
- T
- U
- V
- W
- X
- Y
- Z

## U
| Blason de Uckange | Blason  | Parti d'azur à trois fasces d'or, et fascé d'or et d'azur de six pièces, deux marteaux de sable passés en sautoir brochant sur le tout. |
| Blason de Uckange | Détails | Le statut officiel du blason reste à déterminer.                                                                                        |

- Haut – A
- B
- C
- D
- E
- F
- G
- H
- I
- J
- K
- L
- M
- N
- O
- P
- Q
- R
- S
- T
- U
- V
- W
- X
- Y
- Z

## V
| Blason de Vahl-Ebersing | Blason  | D'or chaussé de sinople, au sanglier de sable défendu et allumé d'argent brochant en pointe. |
| Blason de Vahl-Ebersing | Détails | Le statut officiel du blason reste à déterminer.                                             |

| Blason de Vahl-lès-Bénestroff | Blason  | De gueules à trois bandes courbées d'argent, à la bordure d'or chargée de huit coquilles d'azur. |
| Blason de Vahl-lès-Bénestroff | Détails | Le statut officiel du blason reste à déterminer.                                                 |

| Blason de Vahl-lès-Faulquemont | Blason  | De gueules à la fasce d'argent, à une croix de Lorraine d'or brochante. |
| Blason de Vahl-lès-Faulquemont | Détails | Le statut officiel du blason reste à déterminer.                        |

| Blason de Val-de-Bride | Blason  | D'or à une branche de chêne de sinople posée en barre, brochant sur une crosse abbatiale de gueules posée en bande, le tout accosté de deux molettes de sable et soutenu d'une rose de gueules boutonnée d'or et pointée de sinople |
| Blason de Val-de-Bride | Détails | Le statut officiel du blason reste à déterminer. |

| Blason de Val-de-Guéblange | Blason  | De gueules au dextrochère de carnation vêtu d'azur, mouvant d'un nuage d'argent, tenant une épée du même garnie d'or accostée de deux cailloux du même, à la fasce ondée d'argent brochant sur le tout. |
| Blason de Val-de-Guéblange | Détails | Le statut officiel du blason reste à déterminer. |

| Blason de Vallerange | Blason  | Ecartelé aux 1 et 4 d'argent à trois fasces de gueules, et aux 2 et 3 d'azur à la fasce d'argent ; une crosse d'or brochant sur la partition. |
| Blason de Vallerange | Détails | Le statut officiel du blason reste à déterminer.                                                                                              |

| Blason de Valmestroff | Blason  | D'azur à la chaîne d'or posée en fasce, accompagnée de trois besants du même. |
| Blason de Valmestroff | Détails | Le statut officiel du blason reste à déterminer.                              |

| Blason de Valmont | Blason  | D'azur à une bande d'argent accompagnée de quatre roses d'or, posées 2 - 2 en bande. |
| Blason de Valmont | Détails | Le statut officiel du blason reste à déterminer.                                     |

| Blason de Valmunster | Blason  | D'azur à l'écusson d'argent en abîme, sommé d'un lion issant du même, à la crosse d'or posée en bande brochant sur le tout. |
| Blason de Valmunster | Détails | Le statut officiel du blason reste à déterminer.                                                                            |

| Blason de Vannecourt | Blason  | Ecartelé aux 1 et 4 d'argent à l'écusson de gueules, et aux 2 et 3 de gueules à deux saumons adossés d'argent. |
| Blason de Vannecourt | Détails | Le statut officiel du blason reste à déterminer.                                                               |

| Blason de Vantoux | Blason  | D'azur à l'édifice à trois colonnes, sommé d'un toit fleuronné, sur une terrasse, le tout d'or. |
| Blason de Vantoux | Détails | Le statut officiel du blason reste à déterminer.                                                |

| Blason de Vany | Blason  | De gueules à la croix de Malte d'argent, accompagnée de trois besants d'or. |
| Blason de Vany | Détails | Le statut officiel du blason reste à déterminer.                            |

| Blason de Varize-Vaudoncourt | Blason  | Deux écus accolés : * De gueules à la fasce d'argent, accompagnée en chef d'une rose d'or *De sinople, au pélican soutenu d’une terrasse, le tout d’argent. |
| Blason de Varize-Vaudoncourt | Détails | Le statut officiel du blason reste à déterminer. |

| Blason de Varsberg | Blason  | De sable au lion d'argent, armé, lampassé et couronné d'or. |
| Blason de Varsberg | Détails | Le statut officiel du blason reste à déterminer.            |

| Blason de Vasperviller | Blason  | Parti en 1) Mi-parti d'azur à neuf besants d'or ordonnés 3, 3, 2 et 1, en 2) de sinople à la crosse d'or mise en pal, un M majuscule d'argent brochant sur la crosse. |
| Blason de Vasperviller | Détails | Le statut officiel du blason reste à déterminer. |

| Blason de Vatimont | Blason  | D'azur au chevron d'argent, au cerf élancé d'or brochant, au chef cousu de gueules chargé de trois coquilles d'argent.                                                                                     |
| Blason de Vatimont | Détails | * Ces armes emploient le terme « cousu » dans le seul but de contrevenir à la règle de contrariété des couleurs : elles sont fautives : gueules sur azur. Le statut officiel du blason reste à déterminer. |

| Blason de Vaudoncourt (Moselle) | Blason  | De sinople au pélican dans son aire, soutenu d’une terrasse, le tout d’argent. |
| Blason de Vaudoncourt (Moselle) | Détails |                                                                                |

| Blason de Vaudreching | Blason  | D'azur à la croix alaisée d'or, à la colombe d'argent tenant dans son bec la Sainte Ampoule d'or brochant sur la croix.                                     |
| Blason de Vaudreching | Détails | * Il y a là non-respect de la règle de contrariété des couleurs : ces armes sont fautives (argent sur or). Le statut officiel du blason reste à déterminer. |

| Blason de Vaux | Blason  | D'azur à l'aigle d'or à la bordure du même; au chef de gueules chargé de trois besants d'or, le premier chargé d'une ombre de croix pattée. |
| Blason de Vaux | Détails | Le statut officiel du blason reste à déterminer.                                                                                            |

| Blason de Vaxy | Blason  | D'azur au saint Gorgon à cheval armé de pied en cap, terrassé d'or, accompagné en chef de deux hures de sanglier affrontées d'or, défendues d'argent |
| Blason de Vaxy | Détails | Le statut officiel du blason reste à déterminer. |

| Blason de Veckersviller | Blason  | Parti d'or au lion d'azur couronné d'argent et d'azur à l'ours rampant d'or. |
| Blason de Veckersviller | Détails | Le statut officiel du blason reste à déterminer.                             |

| Blason de Veckring | Blason  | Coupé parti au 1 échiqueté d'argent et de gueules, le premier point chargé d'une étoile de sable, au 2 de sable semé de trèfles d'or au lion d'argent brochant ; et d'argent au mont de six coupeaux de sinople sommé d'une chapelle d'or. |
| Blason de Veckring | Détails | Le statut officiel du blason reste à déterminer. |

| Blason de Velving | Blason  | D'or à deux lions léopardés de gueules contre-passants l'un sur l'autre, accompagnés en chef d'une croisette ancrée du même. |
| Blason de Velving | Détails | Le statut officiel du blason reste à déterminer.                                                                             |

| Blason de Vergaville | Blason  | D'or à deux crosses de gueules posées en sautoir, un écu en losange du même au griffon d'or brochant sur le tout. |
| Blason de Vergaville | Détails | Le statut officiel du blason reste à déterminer.                                                                  |

| Blason de Vernéville | Blason  | Écartelé d'or aux trois fasces ondées d'azur, et de sable à six billettes d'or ordonnées 3 et 3, au chef du même. |
| Blason de Vernéville | Détails | Le statut officiel du blason reste à déterminer.                                                                  |

| Blason de Verny | Blason  | D'argent à trois pals de sable.                  |
| Blason de Verny | Détails | Le statut officiel du blason reste à déterminer. |

| Blason de Vescheim | Blason  | De gueules à la bande d'argent et à la bordure d'azur. |
| Blason de Vescheim | Détails | * Il y a là non-respect de la règle de contrariété des couleurs : ces armes sont fautives (azur sur gueules). Le statut officiel du blason reste à déterminer. |

| Blason de Veymerange | Blason  | D'argent à l'arbre de sinople accosté de deux merlettes affrontées de sable, au chef d'argent fretté de gueules. |
| Blason de Veymerange | Détails | Le statut officiel du blason reste à déterminer.                                                                 |

| Blason de Vibersviller | Blason  | D'azur à la fasce d'argent, une tour d'or brochant sur le tout. |
| Blason de Vibersviller | Détails | Le statut officiel du blason reste à déterminer.                |

| Blason de Vic-sur-Seille | Blason  | Parti de gueules et d'argent.                    |
| Blason de Vic-sur-Seille | Détails | Le statut officiel du blason reste à déterminer. |

| Blason de Vieux-Lixheim | Blason  | De gueules au lion d'or couronné du même, la queue fourchue et passée en sautoir, tenant une crosse aussi d'or. |
| Blason de Vieux-Lixheim | Détails | Le statut officiel du blason reste à déterminer.                                                                |

| Blason de Vigny | Blason  | D'azur à la fasce vivrée de deux pièces d'or, accompagnée en chef de deux étoiles du même. |
| Blason de Vigny | Détails | Le statut officiel du blason reste à déterminer.                                           |

| Blason de Vigy | Blason  | Mi-parti d'azur à l'aigle d'or, et fascé d'or et d'azur de huit pièces. |
| Blason de Vigy | Détails | Le statut officiel du blason reste à déterminer.                        |

| Blason de Viller | Blason  | Ecartelé d'argent à une croix pattée alésée de sable, et d'azur à la coquille d'or. |
| Blason de Viller | Détails | Le statut officiel du blason reste à déterminer.                                    |

| Blason de Villers-Stoncourt | Blason  | De gueules à deux clefs adossées d'or, celle de senestre brochant sur celle de dextre, accostées de deux croix de Lorraine d'argent. |
| Blason de Villers-Stoncourt | Détails | Le statut officiel du blason reste à déterminer.                                                                                     |

| Blason de Villers-sur-Nied | Blason  | Ecartelé d'argent à la palme de sinople mise en bande, et d'un gironné de douze pièces d'or et d'azur, sur le tout parti d'argent et de gueules. |
| Blason de Villers-sur-Nied | Détails | Le statut officiel du blason reste à déterminer.                                                                                                 |

| Blason de Villing | Blason  | D'or à la fasce vivrée de gueules, et à deux crosses d'argent adossées brochantes. |
| Blason de Villing | Détails | Le statut officiel du blason reste à déterminer.                                   |

| Blason de Vilsberg | Blason  | D'argent à deux fasces de gueules.               |
| Blason de Vilsberg | Détails | Le statut officiel du blason reste à déterminer. |

| Blason de Vionville | Blason  | D'azur au Saint-Gorgon à cheval armé de pied en cap, accompagné de trois molettes d'éperon, le tout d'or. |
| Blason de Vionville | Détails | Le statut officiel du blason reste à déterminer.                                                          |

| Blason de Virming | Blason  | D'argent à la fasce de gueules, à deux clefs d'or en sautoir brochantes, une croix de Malte d'argent brochant sur le tout. |
| Blason de Virming | Détails | Le statut officiel du blason reste à déterminer.                                                                           |

| Blason de Vitry-sur-Orne | Blason  | D'azur au lys de jardin mouvant d'un mont de trois coupeaux, accosté de deux croisettes recroisetées au pied fiché, le tout d'or. |
| Blason de Vitry-sur-Orne | Détails | Le statut officiel du blason reste à déterminer.                                                                                  |

| Blason de Vittersbourg | Blason  | D'or à la tour donjonnée de gueules, issant d'une champagne crénelée du même, et sommée d'un étendard d'argent à la fasce de gueules. |
| Blason de Vittersbourg | Détails | Le statut officiel du blason reste à déterminer.                                                                                      |

| Blason de Vittoncourt | Blason  | Mi-parti d'azur à l'aigle d'or et fascé d'or et d'azur de huit pièces, à la bande de gueules chargée de quatre chevrons d'argent brochante. |
| Blason de Vittoncourt | Détails | Le statut officiel du blason reste à déterminer.                                                                                            |

| Blason de Viviers | Blason  | Bandé d'or et d'azur de six pièces à la bordure de gueules. |
| Blason de Viviers | Détails | Le statut officiel du blason reste à déterminer.            |

| Blason de Vœlfling-lès-Bouzonville | Blason  | D'or à trois loups de sable lampassés de gueules, l'un sur l'autre, celui du milieu contre-passant. |
| Blason de Vœlfling-lès-Bouzonville | Détails | Le statut officiel du blason reste à déterminer.                                                    |

| Blason de Voimhaut | Blason  | D'azur au château de deux tours d'argent, girouettées du même, surmonté d'une fleur de lys d'or. |
| Blason de Voimhaut | Détails | Le statut officiel du blason reste à déterminer.                                                 |

| Blason de Volkrange | Blason  | D'argent à la fasce de gueules, au chef fretté de même. |
| Blason de Volkrange | Détails | Armes des seigneurs de Volkrange.                       |

| Blason de Volmerange-lès-Boulay | Blason  | De vair plain.                                   |
| Blason de Volmerange-lès-Boulay | Détails | Le statut officiel du blason reste à déterminer. |

| Blason de Volmerange-les-Mines | Blason  | Parti de France ancien, et d'un coupé de gueules au lion issant d'or, et d'argent plain. |
| Blason de Volmerange-les-Mines | Détails | Le statut officiel du blason reste à déterminer.                                         |

| Blason de Volmunster | Blason  | Écartelé de Lorraine et de gueules à deux clefs d'or posées en sautoir. |
| Blason de Volmunster | Détails | Le statut officiel du blason reste à déterminer.                        |

| Blason de Volstroff | Blason  | De sable à la croix de Malte d'argent à la bordure d'or chargée de huit coquilles d'azur. |
| Blason de Volstroff | Détails | Le statut officiel du blason reste à déterminer.                                          |

| Blason de Voyer | Blason  | D'azur à trois aiglettes d'argent, à la champagne ondée d'argent. |
| Blason de Voyer | Détails | Le statut officiel du blason reste à déterminer.                  |

| Blason de Vrémy | Blason  | De gueules à six besants d’or ; trois, deux et un.                                                 |
| Blason de Vrémy | Détails | Armes qui étaient celles de la famille messine Ferry, qui a possédé la seigneurie au XVIIe siècle. |

| Blason de Vry | Blason  | Parti d'argent et de sable ; à la tour donjonnée ouverte, le donjon chargé d'un écusson, mouvant d'un mur crénelé, le tout de l'un en l'autre. |
| Blason de Vry | Détails | Le statut officiel du blason reste à déterminer.                                                                                               |

| Blason de Vulmont | Blason  | D'argent à deux palmes de sinople en sautoir, accompagnées en chef d'une étoile, et en pointe d'un croissant, le tout de gueules, à la fasce d'or chargée de trois roses de gueules pointées de sinople brochant sur le tout. |
| Blason de Vulmont | Détails | Le statut officiel du blason reste à déterminer. |

- Haut – A
- B
- C
- D
- E
- F
- G
- H
- I
- J
- K
- L
- M
- N
- O
- P
- Q
- R
- S
- T
- U
- V
- W
- X
- Y
- Z

## W
| Blason de Waldhouse | Blason  | Coupé: au 1er d'or au lion léopardé de gueules, au 2e de sinople à la maison d'argent brochant sur des arbres au trait de sable. |
| Blason de Waldhouse | Détails | Armes parlantes. (haus = maison en allemand) Le statut officiel du blason reste à déterminer.                                    |

| Blason de Waldweistroff | Blason  | Écartelé : au premier et au quatrième de gueules au lion d'or, au deuxième d'or au coq de sable, crêté et barbé de gueules, au troisième d'or à la bande d'azur chargée d'un loup d'argent. |
| Blason de Waldweistroff | Détails | Le statut officiel du blason reste à déterminer. |

| Blason de Waldwisse | Blason  | Parti d'or et de gueules, à la crosse brochant sur la partition, chargée d'une roue à huit rayons brisée en pointe, accostée en chef de deux coquilles, le tout de l'un en l'autre |
| Blason de Waldwisse | Détails | Le statut officiel du blason reste à déterminer. |

| Blason de Walschbronn | Blason  | De sinople à la fontaine double d'argent déversant son eau dans un bassin du même issant de la pointe, sommée d'une croix celte d'argent. |
| Blason de Walschbronn | Détails | Le statut officiel du blason reste à déterminer.                                                                                          |

| Blason de Walscheid | Blason  | De sable, à un massacre de cerf d'or.            |
| Blason de Walscheid | Détails | Le statut officiel du blason reste à déterminer. |

| Blason de Waltembourg | Blason  | Coupé crénelé de sinople et d'argent, une divise de sable soutenant la partition. |
| Blason de Waltembourg | Détails | Le statut officiel du blason reste à déterminer.                                  |

| Blason de Welferding | Blason  | D'argent au pal d'azur accosté de deux corneilles de sable |
| Blason de Welferding | Détails | Armes des comtes de La Leyen, anciens seigneurs (aux couleurs inversées par souci d'hesthétique) avec les corneilles de l'abbaye de Tholey, qui posséda la localité. |

| Blason de Wiesviller | Blason  | De sinople, au massacre de cerf d'or surmonté d'une étoile à six rais de gueules.                                                                                 |
| Blason de Wiesviller | Détails | * Il y a là non-respect de la règle de contrariété des couleurs : ces armes sont fautives (gueules sur sinople). Le statut officiel du blason reste à déterminer. |

| Blason de Willerwald | Blason  | D'argent à la fasce d'azur chargée d'une étoile d'or, accompagnée de trois têtes de civette de gueules. |
| Blason de Willerwald | Détails | Le statut officiel du blason reste à déterminer.                                                        |

| Blason de Wintersbourg | Blason  | Coupé de gueules au chevron ployé d'argent, et d'azur à la fasce d'argent. |
| Blason de Wintersbourg | Détails | Le statut officiel du blason reste à déterminer.                           |

| Blason de Wittring | Blason  | D'or, à un chevron d'azur accompagné en chef de 2 cailloux de gueules, et, en pointe d'une rose du même pointée de sinople. |
| Blason de Wittring | Détails | Le statut officiel du blason reste à déterminer.                                                                            |

| Blason de Wœlfling-lès-Sarreguemines | Blason  | De gueules à deux loups d'argent passant l'un au-dessus de l'autre, à la bordure d'or. |
| Blason de Wœlfling-lès-Sarreguemines | Détails | Le statut officiel du blason reste à déterminer.                                       |

| Blason de Woippy | Blason  | Parti de l'Évêché de Metz, et d'or au Graouilly de sable allumé du champ. |
| Blason de Woippy | Détails | Le statut officiel du blason reste à déterminer.                          |

| Blason de Woustviller | Blason  | De gueules au pal d'argent chargé de trois losanges d'azur, accompagné de quatre roses tigées et feuillées d'argent mouvant du pal. |
| Blason de Woustviller | Détails | Le statut officiel du blason reste à déterminer.                                                                                    |

| Blason de Wuisse | Blason  | Ecartelé d'argent à la tête de maure de sable, et d'azur à la lettre M sommée d'une couronne, le tout d'or. |
| Blason de Wuisse | Détails | Le statut officiel du blason reste à déterminer.                                                            |

- Haut – A
- B
- C
- D
- E
- F
- G
- H
- I
- J
- K
- L
- M
- N
- O
- P
- Q
- R
- S
- T
- U
- V
- W
- X
- Y
- Z

## X
| Blason de Xanrey | Blason  | De gueules à l'agneau pascal d'argent, à la bordure engrêlée d'or. |
| Blason de Xanrey | Détails | Le statut officiel du blason reste à déterminer.                   |

| Blason de Xocourt | Blason  | De gueules au dextrochère de carnation vêtu d'azur, mouvant d'un nuage d'argent, tenant une épée haute d'argent garnie d'or, chapé d'argent chargé de deux cailloux d'azur. |
| Blason de Xocourt | Détails | Le statut officiel du blason reste à déterminer. |

| Blason de Xouaxange | Blason  | De gueules fretté d'or, à la colombe d'argent tenant dans son bec la Sainte Ampoule d'or brochant sur le tout. |
| Blason de Xouaxange | Détails | Le statut officiel du blason reste à déterminer.                                                               |

- Haut – A
- B
- C
- D
- E
- F
- G
- H
- I
- J
- K
- L
- M
- N
- O
- P
- Q
- R
- S
- T
- U
- V
- W
- X
- Y
- Z

## Y
| Blason de Yutz | Blason  | Fascé d'azur et d'or de six pièces.              |
| Blason de Yutz | Détails | Le statut officiel du blason reste à déterminer. |

- Haut – A
- B
- C
- D
- E
- F
- G
- H
- I
- J
- K
- L
- M
- N
- O
- P
- Q
- R
- S
- T
- U
- V
- W
- X
- Y
- Z

## Z
| Blason de Zarbeling | Blason  | D'azur à deux crosses passées en sautoir, un monde croisé d'or cintré de sable brochant sur le tout. |
| Blason de Zarbeling | Détails | Le statut officiel du blason reste à déterminer.                                                     |

| Blason de Zetting | Blason  | D'argent au crampon d'azur, accompagné en chef de deux corneilles de sable. |
| Blason de Zetting | Détails | Le statut officiel du blason reste à déterminer.                            |

| Blason de Zilling | Blason  | Coupé: au 1er de sinople au mont de six coupeaux d’or, au 2e d’argent plain. |
| Blason de Zilling | Détails | Le statut officiel du blason reste à déterminer.                             |

| Blason de Zimming | Blason  | De gueules à trois anneaux entrelacés d'argent, accompagnés de trois glands renversés du même posés en pairle. |
| Blason de Zimming | Détails | Le statut officiel du blason reste à déterminer.                                                               |

| Blason de Zommange | Blason  | De gueules à trois bandes courbées d'argent, un gril d'or brochant sur le tout. |
| Blason de Zommange | Détails | Le statut officiel du blason reste à déterminer.                                |

| Blason de Zoufftgen | Blason  | D'azur à la bande accompagnée en chef d'une étoile de six rais et en pointe de trois billettes rangées en bande, le tout d'or. |
| Blason de Zoufftgen | Détails | Le statut officiel du blason reste à déterminer.                                                                               |